# Histoire d'Orelle

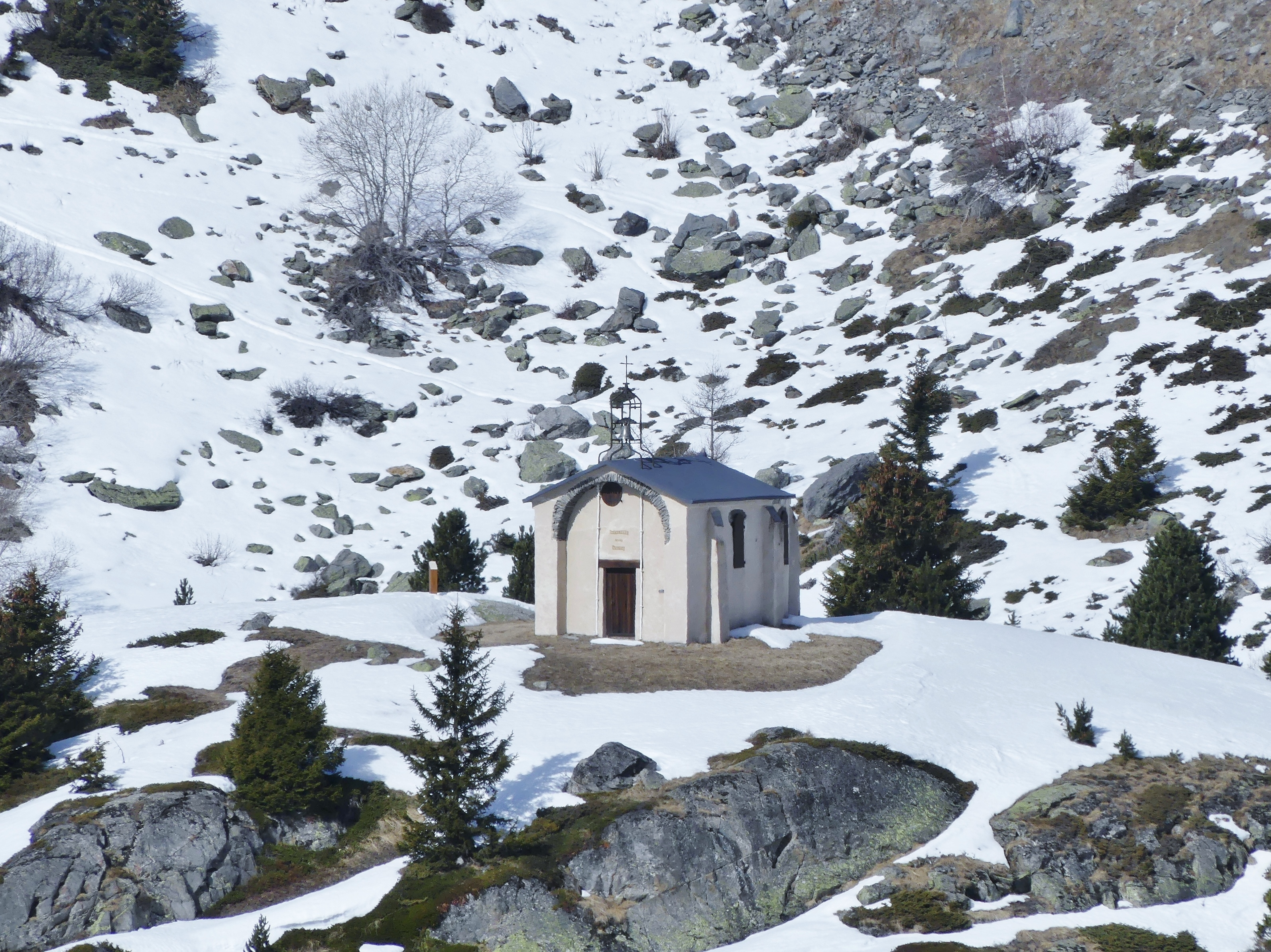
La chapelle Notre-Dame-des-Anges d'Orelle, un monument historique de la commune.

L'histoire d'Orelle présente une synthèse des événements marquants de la localité, des paroisses puis de la commune d'Orelle.
Aux origines, la localité correspond à l'actuel chef-lieu d'Orelle, formée d'une seule paroisse, dédiée à Saint-Aurelle, dont l'église homonyme reculée est engloutie par une avalanche de rochers en l'an 1412. En 1430, une nouvelle église est édifiée, cette fois dans le bourg : c'est l'église Saint-Maurice. La paroisse d'Orelle se divise en 1661 car le village de Bonvillard revendique une nouvelle église formant à partir de cette date la paroisse Sainte-Marguerite de Bonvillard-sur-Orelle. Au cours de la période médiévale, la localité d'Orelle dépend de la mestralie de Saint-Michel-de-Maurienne. Elle est formée de plusieurs hameaux satellites du chef-lieu (1 000 m), mis à part celui de Bonvillard (1 200 m) qui se démarque des autres par le nombre important de ses habitants. Dans ces villages d'altitude, les habitants travaillent aux champs en cultivant les céréales, les arbres fruitiers et la vigne, et élèvent le bétail.
À partir de 1894, Orelle connaît un essor industriel avec les usines électrochimiques de Prémont qui emploient des centaines de paysans devenus ouvriers, produisant des chlorates et, vers 1910, le premier duralumin de France. La fabrication d'aluminium s'arrête en 1950 mais les usines fonctionnent jusqu'en 1991. Un autre complexe hydro-électrique majeur de la commune est le barrage de Bissorte, construit de 1931 à 1938 à 2 100 m d'altitude. En 1996, l'activité touristique s'impose avec la création d'une station de sports d'hiver reliée au domaine skiable des Trois Vallées. Cette nouvelle dynamique économique est renforcée au fil des ans par les venues des cyclotouristes et randonneurs de l'été. Un nombre très important de sentiers de randonnée existe sur le territoire municipal, variant d'altitudes de 820 m à plus de 3 000 m. De plus, sur le plan culturel et historique, un large patrimoine culturel catholique (comme les églises baroques Saint-Maurice et Sainte-Marguerite et les nombreuses chapelles) ainsi que des sites naturels (comme le lac de Bissorte, la falaise de Leschaux ou encore le plateau de Plan-Bouchet) riches en histoire ou attractifs sont recensés sur le territoire de la commune.

## L'activité humaine préhistorique et ses preuves archéologiques

### Les axes et cols: des passages privilégiés aux Paléolithique et Néolithique
La Maurienne est particulièrement riche en vestiges dont certains datent de la Préhistoire. En effet, il existe un lien étroit entre la densité des vestiges (paléolithiques et néolithiques) et le relief de la vallée de l'Arc.
Orelle, n'étant alors qu'une zone sans nomination ni administration, demeure un lieu propice à l'installation des populations primitives à travers son fond de vallée entre les massifs alpins et les possibilités d'occupation de ses hautes montagnes intérieures, souvent forestières. Orelle est un point de passage important puisqu'il n'en existe qu'un seul (moins difficile que les autres) pour traverser la vallée à cet endroit resserré : quelques mètres seulement séparent l'adret et l'ubac en constituant la vallée, cette dernière évoluant ainsi en sentier privilégié pour les déplacements des hommes préhistoriques,.
La commune d'Orelle a ainsi pu être atteinte, comme tous les autres villages de Maurienne, par la région des cols entre le mont Thabor et la Levanna.

### Des lieux organisés et implantés au Néolithique

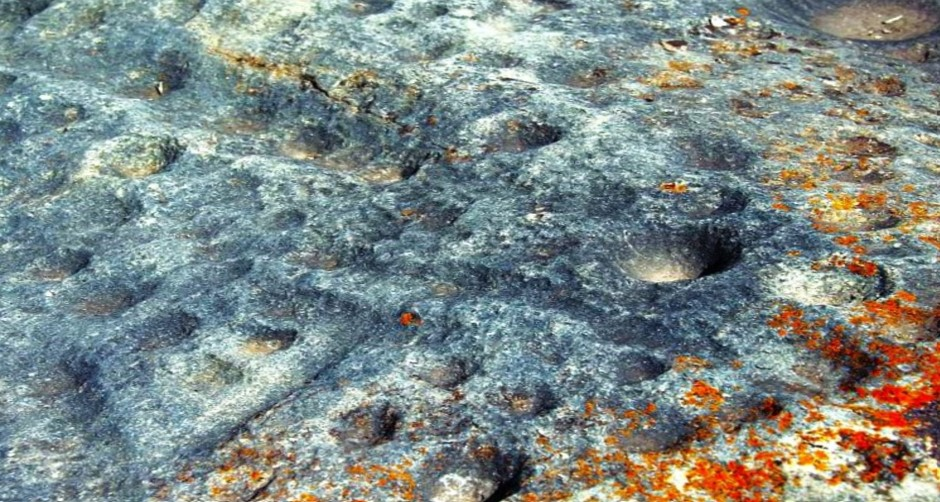
Pierre cupuliforme à Plan-Bouchet sur la commune d'Orelle.

La zone pastorale qu'est alors Orelle est ainsi utile pour ses axes de cheminements pratiques. Toutefois, la vie s'y installe car des blocs gravés, des rochers avec des traces de pieds humains et des pierres à écuelles constituent des preuves archéologiques de la fréquentation précoce des zones mauriennaises. Par exemple, à Plan-Bouchet, qui se trouve au centre de la station de ski d'Orelle, se trouvent des rochers sur lesquels des empreintes de pieds humains sont gravés. Ces derniers sont de différentes tailles, suivant l'âge de leurs très anciens auteurs.
Lesdits blocs à gravures et pierres cupuliformes se retrouvent souvent à des altitudes élevées dans de nombreux lieux aujourd'hui villageois. Le territoire reculé de la Maurienne et la zone de l'actuel Orelle ne sont alors pas que des lieux de passages de l'homme pour chasser ou se déplacer, mais bien des zones de vie organisées et implantées. Non loin d'Orelle, on retrouve en exemples la pierre de Chantelouve, la roche du Pertuis au Thyl ou le rocher de Lanslevillard, édifices sculptés avec finesse, décorés et constitués de traces de pieds provenant d'Homo sapiens, preuves de l'installation d'hommes préhistoriques aux alentours d'Orelle.
L'outillage retrouvé à Orelle et plus vastement en Maurienne indique l'existence d'une population humaine dans cette zone géographique mais il demeure cependant impossible de déterminer si ces hommes étaient véritablement sédentaires ou bien nomades et itinérants. En tout état de cause, les vestiges démontrent une présence assez forte pour permettre leur fastidieuse création.
Il existe des grottes sur les hauteurs de l'actuel Bonvillard à Orelle, vers la falaise de Leschaux, ou encore tout proche à Saint-Martin-de-la-Porte. Des haches en serpentines y ont été découvertes ainsi que des couteaux en silex et en lauzes. En effet, le site d'Orelle est riche en gisement de lauzes, ce qui peut expliquer la créations aisée de ce type d'outils coupants.
Durant l'Âge du bronze, un grand nombre d'objets sont créés pour ensuite être retrouvés ; malheureusement, beaucoup d'entre-eux ont disparu sous l'effet de la fonte et la reconversion des métaux en objets plus utiles.

### Des sépultures mauriennaises et orellinches aménagées au Néolithique

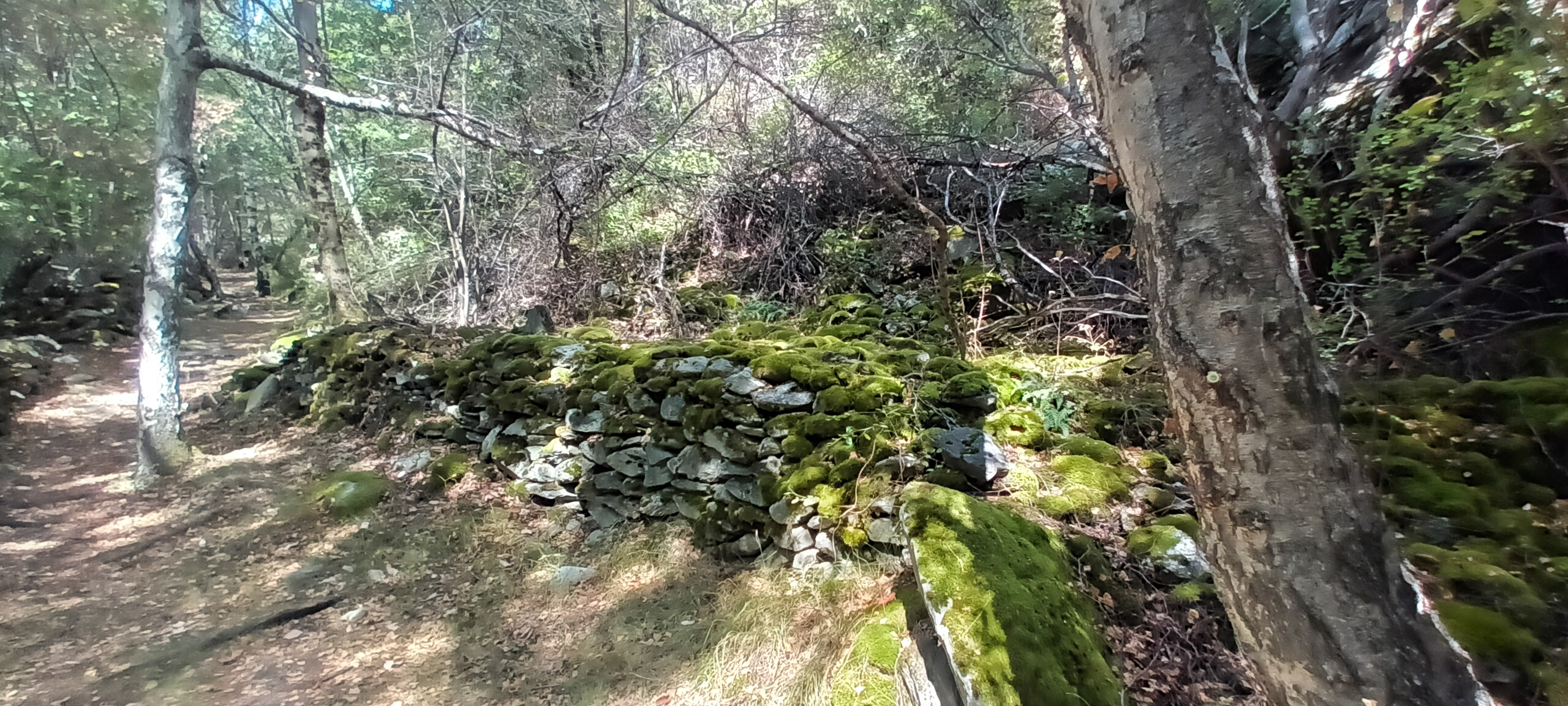
Amas de rochers au lieu-dit de Leschaux.

Vers 1900, une découverte macabre mais archéologique fut faite lors de la construction de la route d'Orellette. En effet, 21 tombes furent découvertes : elles étaient enfouies à un mètre cinquante de profondeur et entourées de lauzes. De plus, elles étaient toutes tournées vers l'est. Les 21 squelettes découverts étaient tous adultes, c'est la raison pour laquelle les villageois les ont considérés comme les ossements d'anciens soldats. Mais, des squelettes d'enfants, trouvés au même endroit, en 1910, vont venir fausser ce raisonnement. Certains ont ainsi pensé qu'il s'agissait des victimes d'une peste : cela aurait pu être une hypothèse juste car, à l'époque médiévale, les pestiférés étaient ensevelis à l'écart. Au contraire, le chanoine Florimond Truchet, qui examina de près chacun des squelettes, leur a attribué une origine plus ancienne que les pestes du Moyen Âge. En effet, les crânes de ces squelettes étaient fortement dolichocéphales ; pourtant, les Savoyards actuels sont presque tous brachycéphales. On peut ainsi penser que ces sépultures remontaient à la Préhistoire, vu la forme des crânes humains et la construction des sépultures en lauzes.
Non loin d'Orelle, des tombes néolithiques et énéolithiques ont été retrouvées à Fontaine-le-Puits, Saint-Jean-de-Maurienne et Albiez-Montrond. Chacune de ces sépultures physiquement manifestées est abondante d'ambre et de bracelets artisanaux mais dépourvue d'arme. Vers la Falaise de Leschaud, à Orelle, il existe également des rochers déplacés et mis les uns sur les autres, de manière à recouvrir certaines zones plus ou moins étendues dans des milieux forestiers, proche de ruines villageoises. Une ancienne commune, située en Tarentaise, Saint-Jean-de-Belleville, abrite une nécropole, en partie fouillée à partir de 1863. La présence vérifiée de plusieurs centaines de tombes justifie l'implantation des hommes préhistoriques aux alentours d'Orelle et dans la Maurienne.

## Pendant l'Antiquité, un peuple de Médulles qui entre dans les Alpes cottienes

### Les Médulles, habitants de la province jusqu'en -215

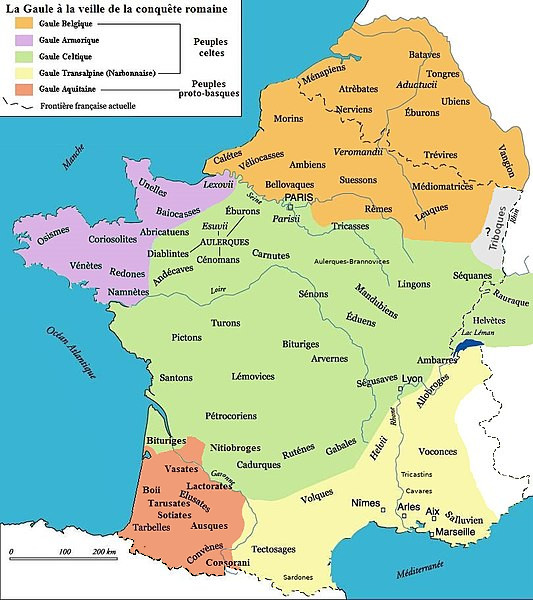
Carte des peuples gaulois.

Au début de la période de l'Antiquité, de -3300 aux environs de -215, les actuelles communes de Maurienne sont peuplées par des Gaulois. Les Médulles (peuple gaulois issu de tribus mauriennaises) habitent Orelle puisque la Basse-Maurienne et la Moyenne-Maurienne sont occupées par ces peuples qui vivent dans plusieurs regroupements alliés les uns avec les autres,,.

### La traversée des Alpes par l'armée d'Hannibal Barca en -219
En -219, à l'occasion de la deuxième guerre punique (de -218 à -202) opposant Rome à Carthage, Hannibal Barca quitte l’Espagne avec son armée. Celle-ci est constituée de 50 000 fantassins, de 9 000 cavaliers et 37 éléphants de savane d'Afrique (60 000 fantassins et 11 000 cavaliers selon Polybe) et traverse les Pyrénées puis les Alpes, pour, par la suite, gagner le Nord de l’Italie,,,.

Traversée du Rhône pour arriver en Maurienne par l'armée d'Hannibal Barca.

Cet itinéraire fit franchir le col de la Croix-de-Fer et rejoindre la Maurienne à cette armée, à hauteur de l'actuel Saint-Jean-de-Maurienne. Une fois dans la vallée, les troupes et les éléphants longèrent l'Arc. Ainsi, le très étroit passage d'Orelle en fond de vallée (20 mètres de large dont 10 de ladite rivière) vit déferler l'armée d'Hannibal, empruntant les très empruntés axes routiers et ponts de la commune. Depuis, de nombreuses statues sont exposées tout le long du passage des troupes ; certaines sont très anciennes car les villageois de l'époque furent terrifiés par le défilé armé,,,,.
Trois passages vers l'Italie sont ensuite envisagés par les différents chercheurs en Maurienne : le col du Mont-Cenis (2 083 m), le col du Petit Mont-Cenis (2 182 m) et le col Clapier (2 477 m) débouchant en val de Suse et le long de la Doire ripaire, s'éloignant peu à peu d'Orelle.

### À partir de -121, la création des Alpes cottienes

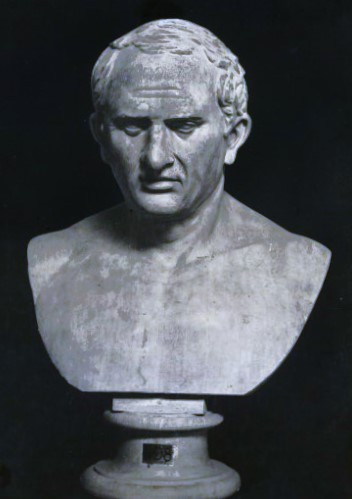
Buste en pierre du roi Cottius Marcus Julius.

En -121, Orelle appartient à la province des Alpes cottiennes. En effet, cette date marque le fait que le territoire des Ceutrons devient la province des Alpes grées (c'est-à-dire la Tarentaise) avec Aime pour capitale, alors que celui des Médulles devient la province des Alpes cottiennes (c'est-à-dire la Maurienne), avec Suse pour capitale.
De nombreux échanges peuvent avoir lieu entre la nouvelle capitale de Suse et les villages comme Orelle, grâce aux colporteurs et aux axes de passages entre les cols de la Maurienne : les axes routiers ont besoin de lauzes pour être opérationnels et efficaces, et ils existent de très anciennes carrières de ces pierres de construction sur l'adret du territoire d'Orelle, comme aux Grandes Pierres,,.
Le roi Cottius Marcus Julius devient préfet de la province des Alpes cottiennes en -16,,,. Il est vrai que les événements d'ampleur politique ou administrative ont très peu d'influence sur les petits hameaux isolés de Maurienne, car les éleveurs et paysans qui y travaillent ne s'intéressent majoritairement pas beaucoup à la vie politique.

## Moyen Âge

### Premiers passages sarrasins et marchands (IXeetXesiècles)
Au milieu du Xe siècle, des Sarrasins (venus de l'actuel Var) s'établirent dans les Alpes et notamment dans la vallée de l'Arc, en Maurienne. Envoyés par le roi Hugues d'Arles, qui a conclu un traité avec ceux-ci, ils devaient essentiellement empêcher toute invasion ennemie, principalement en provenance de son rival, le roi d'Italie Bérenger II,,,. Certains prirent poste le long de la crête des Sarrasins et sur la pointe des Sarrasins même, dans le territoire d'Orelle. Orelle, alors représenté par des hameaux disséminés et habités, est relativement proche des grands cols de traversées marchandes qui pouvaient servir de lieu d'attaque. C'est pourquoi il est probable que les habitants mauriennais eurent des rencontres avec lesdits Sarrasins,,. Ces derniers disparaissent temporairement de la région vers la fin du siècle.

### Orelle dans l'organisation comtale
En 1232, le bourg de Chambéry est acquis par les comtes de Savoie qui en font peu à peu le centre administratif de leurss possessions. Dans l'organisation comtale, la paroisse d'Orelle relève de la châtellenie de Maurienne. La taille importante de cette châtellenie fait qu'elle est subdivisée en mestralies. Orelle dépend ainsi de la mestralie de Saint-Michel en Maurienne.
Le 4 mars 1317, un châtelain de Maurienne, Humbert de La Sale, abrège aux communiers les forêts des deux rives de l'Arc, au nom du comte Amédée VIII. Le territoire d'Orelle s'étend et est constitué d'une grande forêt sur l'ubac (forêt d'Orelle), ainsi que sur la partie adret (forêt domaniale du Poucet) qui forment actuellement les limites de la commune. Le 19 février 1416, Sigismond de Luxembourg, Empereur du Saint-Empire romain germanique, de passage au château de Chambéry, élève le comte Amédée VIII au rang de duc et de prince d’Empire. Les Orellins organisent des fêtes pour célébrer leur prince.

### Petite aristocratie médiévale

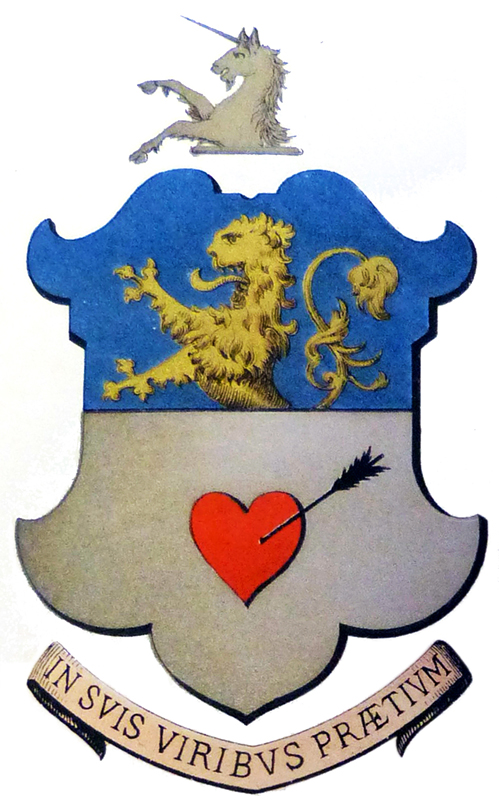
Blason de la famille noble d'Albert.

Des familles nobles sont originaires de la paroisse au Moyen Âge. En 1151, Lantelme et Nantelme d'Orelle (de Aurella) figurent comme témoins aux côtés d'autres nobles de la région dans une donation du comte en Maurienne, Humbert III, puis dans une transaction de l'évêque de Maurienne, Bernard. En 1229, Berlion d'Orelle (Berlo de Orella) est témoin dans une donation à la collégiale d'Oulx.
Cette maison est originaire de la paroisse Saint-Maurice d'Orelle du chef-lieu, et est anoblie en 1635. Son blason est présent au-dessus d'une porte d'une maison de la commune, au centre du hameau du chef-lieu,,,,.

### Paroisse Saint-Maurice

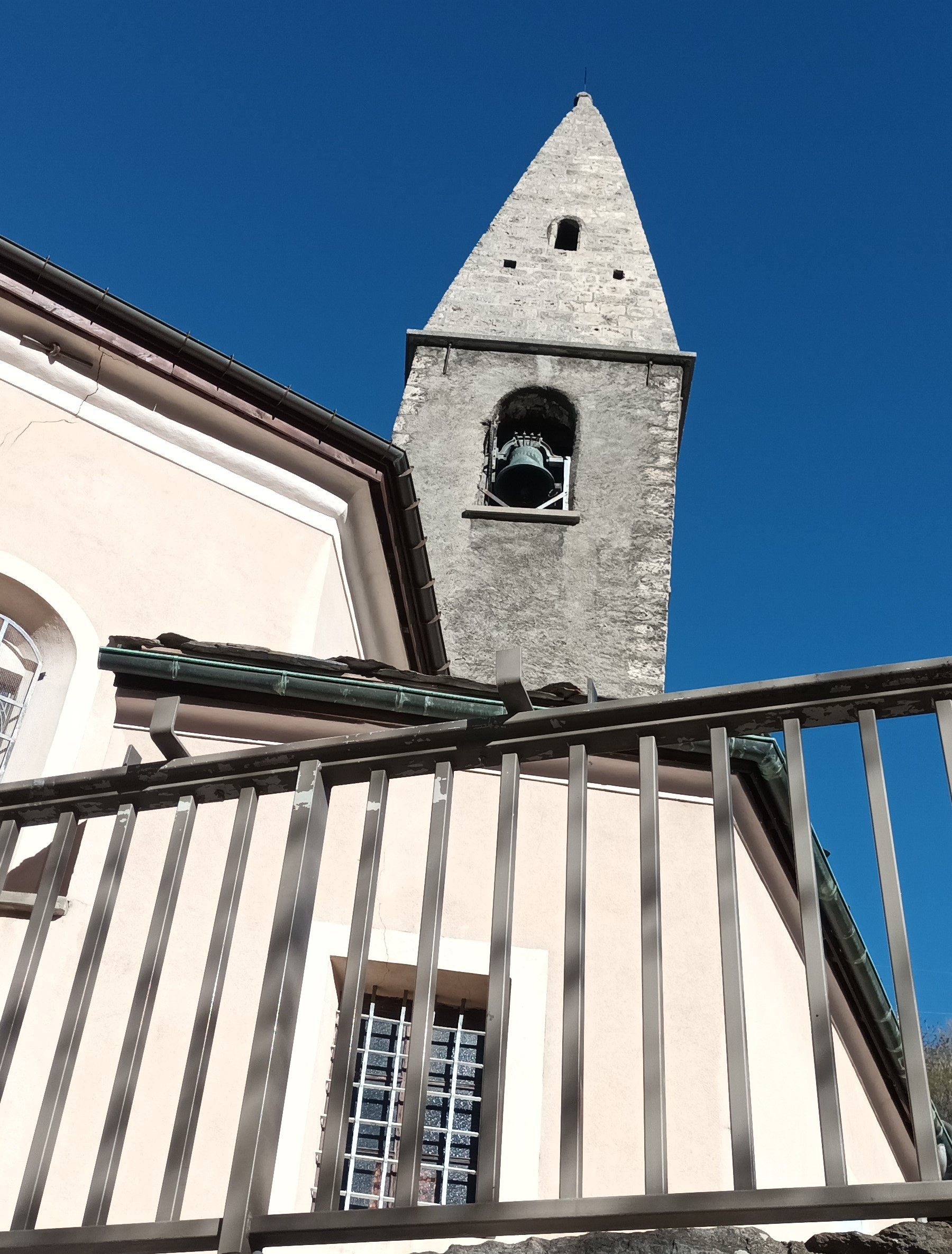
Le clocher de l'église dépassant du hameau d'Orelle depuis 1580.

La première église, située à l'extérieur du village de son chef-lieu, à l'ouest du hameau de la Fusine, est détruite par une avalanche de rochers en l'an 1412. Unique lieu de prière, elle est rebâtie au centre du hameau d'Orelle (actuel village du chef-lieu), en l'an 1430. La Parrochia Orelle est mentionnée dans le livre terrier de 1475. La paroisse est désignée sous la forme Saint-Aurelle dans les registres de 1672 et 1826, et le curé signait de Sainte-Orelle, en 1699.
Durant la saison estivale de 1580, le clocher attenant est architecturalement affirmé par son édification,.

## Temps modernes
En 1559, le duc de Savoie retrouve ses États après le traité de Cateau-Cambrésis ; ceux-ci étaient occupés par la France depuis 23 années. Il cherche à réaffirmer son pouvoir : par conséquent, il transfère la capitale du duché à Turin, en Piémont. Il n'y a pas d'impact à proprement parler chez les habitants de la Maurienne, même si cette date reste très importante dans la suite de la chronologie historique de la vallée,.
Le duc de Savoie, Charles-Emmanuel Ier, profite des guerres de religion en train d'affaiblir la France pour tenter d'annexer des marquisats, la Provence ou encore le Dauphiné. Son but est de reconstituer l’ancien royaume de Bourgogne, ce qui fait que, pendant une décennie, France et Savoie s’opposent. En 1600, Henri IV envahit la Savoie et occupe, entre-autres, les villes de Maurienne. Le traité de Lyon met fin au conflit, la Savoie récupère le marquisat de Saluces mais doit céder à son voisin la plus grande partie de l'actuel département de l'Ain,.
Les troupes du roi de France Louis XIII font halte à Orelle le 1er décembre 1630, dans le but de se ravitailler en revenant du Piémont. La population y pourvoit ainsi que la famille d'Albert. C'est en reconnaissance envers cette dernière famille que le roi Victor-Amédée Ier, duc de Savoie, lui accorde les armoiries de la noblesse le 16 août 1635.

## Époque contemporaine

### Nouvelles infrastructures (1810-1893)
Selon un rapport de 1779, la section du pont de la Saussaz (Saint-Michel) à Modane, d’une longueur de 16 km, est considérée comme « la plus mauvaise et la plus incommode qu’il y aye depuis Chambéry à Lanslebourg ». Entre le pont de la Denise et le pont des Chèvres, la route présente une largeur de 4 m et est très tortueuse. En 1780, une crue emporte le vieux pont de la Denise en bois ainsi que le chemin sous Francoz en trois endroits. Des travaux de confortation sont entrepris, mais il faut attendre le début du XIXe siècle pour que la  route soit agrandie et modernisée. L'arrêté du 13 mai 1803 approuve le projet de construction d'une nouvelle route du Mont Cenis. Les travaux exécutés par plus de trois mille ouvriers, mineurs, terrassiers, maçons, sont menés rapidement puisqu'en octobre 1805, l’œuvre entreprise est assez avancée pour qu'il soit possible de passer le Mont Cenis en voiture légère. L’aménagement se poursuit jusqu’en 1812, année lors de laquelle la route de Maurienne, devient la route impériale de 1ère classe n°7 de Paris à Milan.
En 1810, on dénombre le passage de 2 911 voitures suspendues, 14 037 voitures de roulage et 37 255 chevaux et mulets. Un tel trafic provoque tout au long du parcours l'installation de relais et d’écuries. Situé à proximité de la route impériale, le village de Francoz n'a alors que quelques maisons et moins d'une centaine d'habitants, mais un relais de poste est implanté à l’entrée aval du hameau. Cet ensemble est composé d'écuries, de grenier à foin, de cours et de remises voûtées. L’arrivée de la malle poste fait toujours l'objet de curiosité et de distraction pour les rares habitants. Les diligences et relais sont toutefois bientôt supplantés par le chemin de fer qui atteint la gare de Saint-Michel en 1862. La correspondance avec Suse et Turin est assurée par les diligences jusqu'au 30 juin 1868 où la liaison France-Italie est achevée et la ligne ouverte au public sur toute sa longueur. La gare installée dans Francoz apporte au village un semblant d'animation. Toutefois seul Francoz est quelque peu privilégié avec cette gare et le passage de la route impériale. Les communications entre les hameaux sont difficiles et se font par des chemins muletiers, le plus souvent pavés. De ce fait jusque dans les années 1880, Orelle et ses villages semblent être figés dans une époque féodale. La route entre le chef-lieu et Francoz est finalement rendue carrossable en 1884, puis celle avec le Poucet en 1889 et celle accédant à la Fusine, au Noiray et à Champlan en 1893.

### Le pastoralisme vers 1800
Les dates inscrites sur les pierres de certains anciens édifices remontent à partir des années 1730. À cette période, les villageois exploitent alors des mines de lauzes desquelles ils vendaient des pierres, ainsi que des coupes de bois.

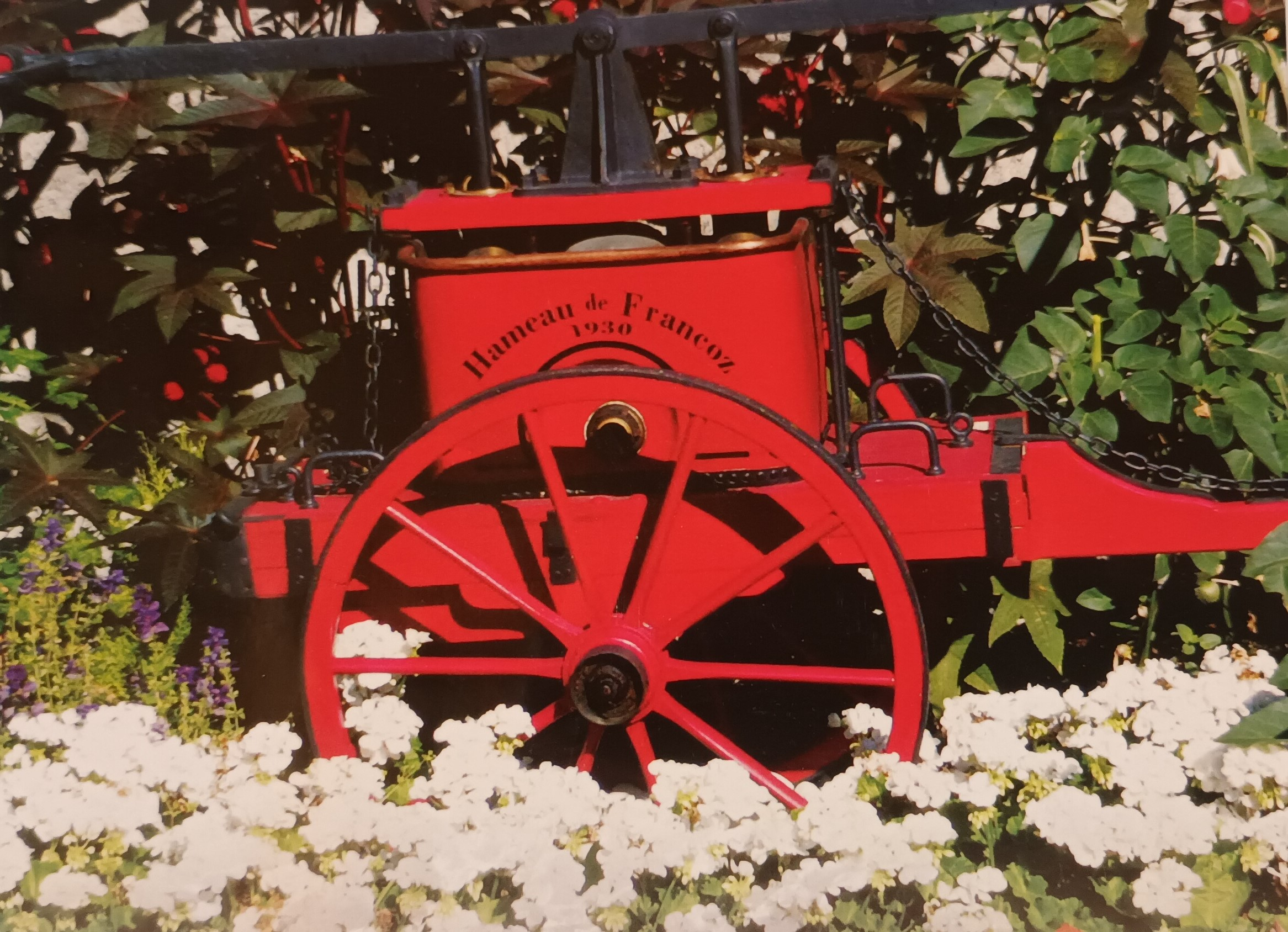
Une charrette rouge et fleurie de 1930 dans le hameau de Francoz.

Orelle compte alors huit principaux hameaux habités à l’année, aux alentours de 1730 : le chef-lieu d'Orelle, Bonvillard, Orellette, le Noiray, la Fusine, le Teppey, la Bronsonnière et le Poucet. Le Pra n’est alors qu'un lieu-dit mais il deviendra un quartier du hameau commerçant de Francoz. Les céréales sont principalement cultivées sur le versant ensoleillé. Sur l'adret, les terrasses, que l'on peut encore apercevoir de nos jours, témoignent de la présence de ces cultures : blé tendre, avoine cultivée, orge commune ou encore seigle étaient cultivés,.

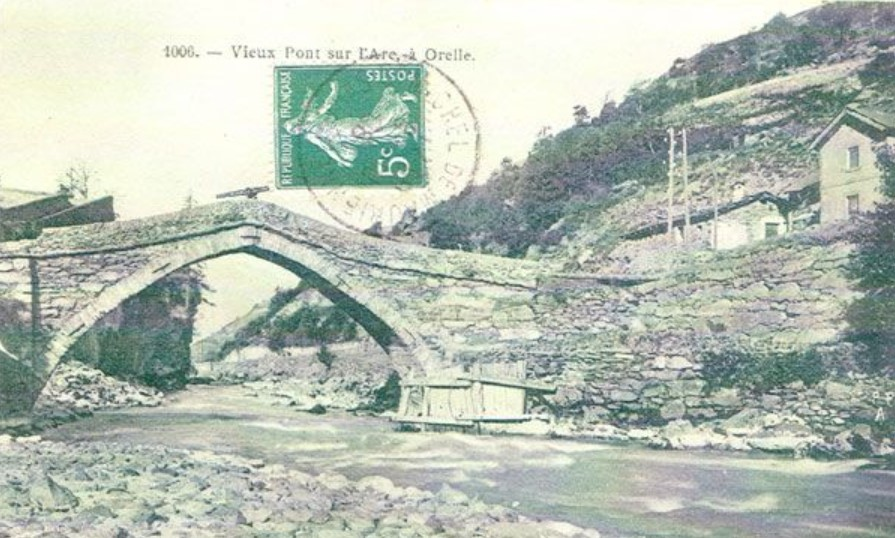
Pont sur l'Arc en 1730 à Orelle au niveau de Francoz.

Des moulins étaient présents dans les hameaux du chef-lieu, de la Fusine et de Bonvillard, notamment. Certains y sont encore présents actuellement. La vigne est cultivée dans différents hameaux et les souces municipales affirment qu'« un journal italien indiqu[e] même que le vin d’Orelle était le 1er vin de France ». Certaines vignes sont encore cultivées actuellement, produisant « la Demoiselle du Noiray », dans ledit hameau du Noiray, où se produit aujourd'hui la bière Orelle-Caron,,,.
L’élevage à échelle familiale et locale est répandu : comme dans la plupart des villages mauriennais, les bergers y élèvent des brebis, des cochons, des vaches et quelques volailles. L'âne commun était également un animal très sollicité par les besoins agricoles des paysans.

### Les confréries orellinches
Les confréries d'Orelle, « dont l'existence remonte à des temps immémoriaux dans ses deux paroisses », sont nombreuses sur ledit territoire. Au Moyen Âge déjà, la commune d’Orelle abrite de multiples confréries : celles-ci sont alors des associations ouvrières qui rassemblent des compagnons et leurs maîtres, tous issus du même métier par organisation. Au sein des paroisses communales se trouvent aussi, par la suite, des associations locales aux buts religieux ou caritatifs. Rejoindre ces organisations, c’est ainsi l’occasion de rassembler les hommes pour prendre des responsabilités à l’échelle locale ainsi que faire des réunions festives et fraternelles, le tout renforçant l'esprit dévot et patriotique des habitants. À la fin du XVIIIe siècle, les deux principales confréries sont celles du Saint-Sacrement et du Saint-Rosaire ; de plus, au fil des procès-verbaux dressés par les visites pastorales, Orelle voit des confréries dévotes disparaître tandis qu'un nombre plus important de confréries naît, avec un nombre d'agrégés non négligeable. Par ailleurs, dans certains hameaux de la commune (notamment dans celui d'Orellette), il existe encore des parcelles nommées « terre de la Confrérie ».

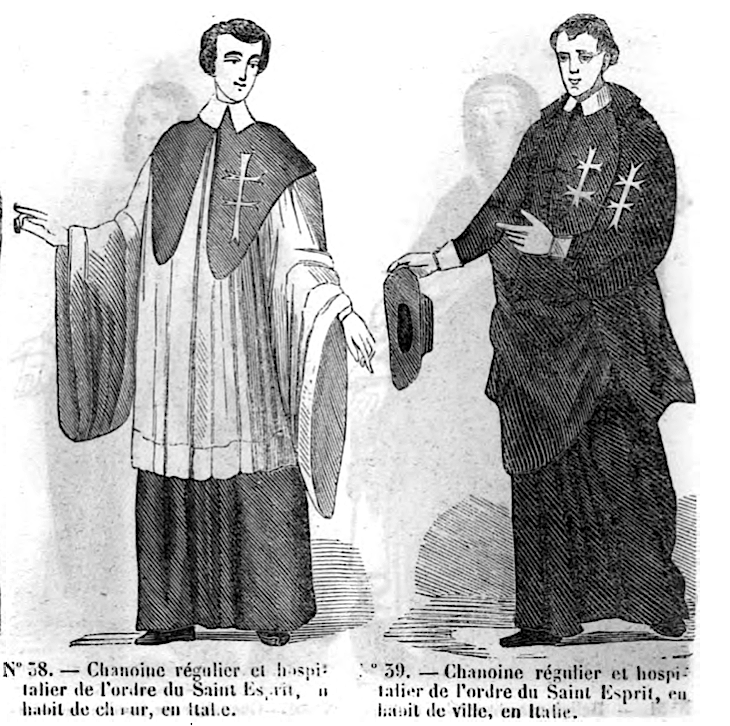
Religieux de la Confrérie de l'Arche du Saint-Esprit au XVIIe siècle.

La plus antique confrérie d’Orelle est la Confrérie de l'Arche du Saint-Esprit. La création des confréries comme celles du Saint-Sacrement, du Saint-Rosaire, des Carmes ou encore du Scapulaire, suivirent chronologiquement celle de la première. En tout état de cause, en 1878, une trentaine de confréries sont recensées à Orelle, répartie sur les divers hameaux villageois ; chacune de ces confréries possède des biens, comme des champs, des vignes, des créances ainsi que des maisons de réunion. Souvent, cette dernière est constituée d’un four banal et d’une salle de classe. Grâce aux revenus financiers des locations que leur rapportent leurs biens, les confréries d’Orelle, en signe d’union fraternelle, distribue des secours au confrères indigents, des aumônes aux pauvres, ainsi que des aumônes générales (comme du pain, du sel, de l’huile) à toutes les âmes de la commune, que ces manants soient pauvres ou riches. De plus, les confréries entretiennent en grande partie les écoles de la commune,.
La Révolution française de 1789 supprima toutes les confréries d’Orelle en faisant planer des menaces physiques… En certains hameaux, on retrouve alors des organisations dissimulées sous des appellations déguisées. Lors d'une visite pastorale du 31 mai 1827, Alexis Billiet indique avec plaisir « qu'on ne commet pas d'irrévérence » dans les églises orellinches. Avant le tout début du XXe siècle, les tribunes des deux églises paroissiales sont réservées aux procédés des confréries du Saint-Sacrement (et du Saint-Esprit au chef-lieu d'Orelle). Enfin, depuis 1906, la Confrérie du Saint-Esprit a un héritier du titre de « Bureau de Bienfaisance ». La paroisse Saint-Maurice d'Orelle est composée de dix confréries ou associations pieuses en 1878. Leurs membres, nombreux, renouvellent régulièrement les employés et dignitaires de celles-ci. La paroisse Sainte-Marguerite de Bonvillard-sur-Orelle est composée de sept confréries en 1878. Leurs membres, nombreux, renouvellent régulièrement les employés et dignitaires de celles-ci.

### Les usines électrochimiques de Prémont
En 1893, l'annonce puis la construction des usines électrochimiques de Prémont crée de l'emploi au sein de la commune. Devenus paysans et ouvriers, les Orellins travaillent à l'usine et ensuite ils vont dans les champs, les fermes et les étables,. Le site de Prémont (« Pré Aymon » dans un testament de 1550) est sélectionné car il permet d'atteindre en seulement 3 km un dénivelé de 70 m sur l'Arc. Les eaux sont amenées par un tunnel puis une conduite forcée de 2 mètres actionne alors une dynamo de 150 chevaux.

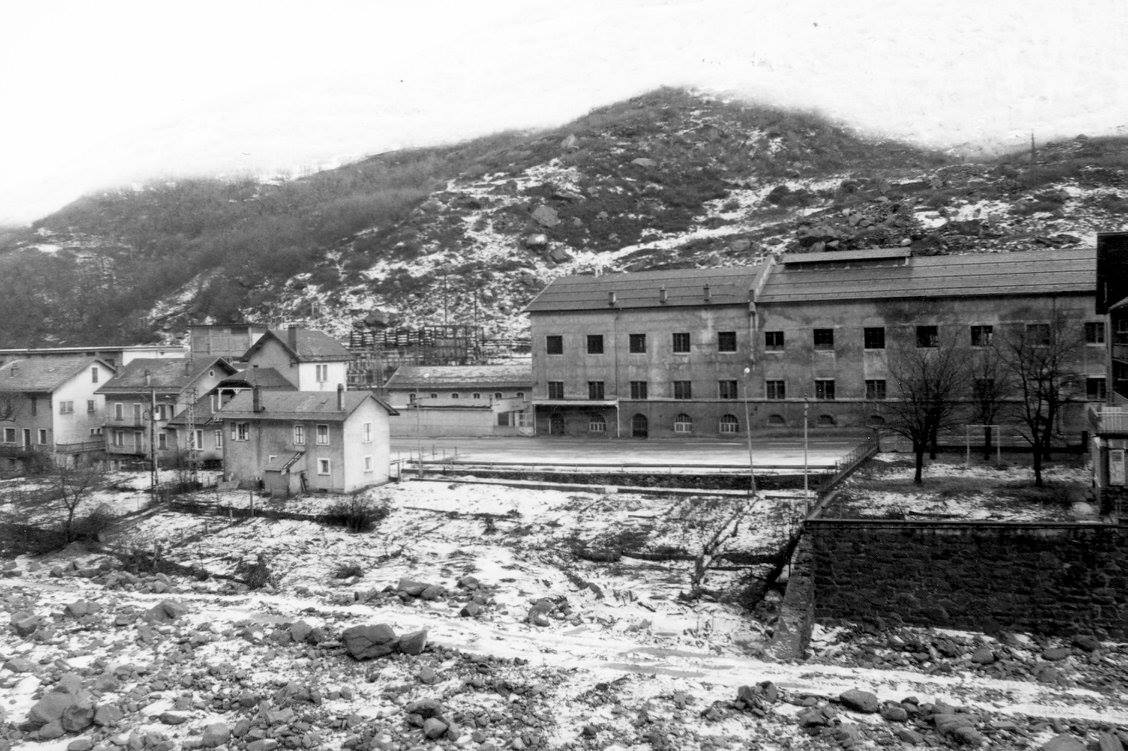
Les usines de Prémont.

Ensuite sont ajoutées 4 autres de 300 chevaux. Le transport se fait par route, jusqu'aux gares de Saint-Michel ou de la Praz qui se trouvent l'une et l'autre à 5 km de Prémont. Les usines reçoivent du chlorure de potassium d'Allemagne et expédiaient le chlorate par Le Havre ou Marseille vers l'Amérique, l'Australie ou le Japon. De 1950 à 1961, il s'effectue la production du perborate par un procédé électrolytique, puis par un procédé chimique. La production est alors de 10 300 tonnes en 1966. Mais en 1967, cette production est transférée à Pierre-Bénite. En 1981, on recense un export de 22 000 tonnes de chlorate de soude, dont 2 470 sont exportés et de 2 700 tonnes de chlorate de potasse dont 79 % sont exportés,.
Dans les dernières années de son fonctionnement, l'usine permet une cristallisation par évaporation sous vide et le passage des anodes en graphite à des anodes en titane, permettant un gain de 25 % d'énergie. 70 % de la capacité de production sont alors équipés avec cette nouvelle technique. Les chlorates sont utilisés comme désherbant, comme agent blanchisseur dans la pâte à papier. Ils sont transformés en chlorite dans l'usine de Pierre-Bénite, ils servent aussi au blanchiment des textiles et surtout au traitement des eaux. On les utilise également dans le traitement du minerai d'uranium. Le chorate de potasse utilisé en pharmacie sert essentiellement à l'industrie des allumettes. Le déclin de l’usine, au début des années 1970, engendre une rapide baisse démographique sur la commune plongeant à son plus bas niveau en 1991 : l’usine ferme définitivement ses portes à cette date, entrainant par la même occasion la fermeture de beaucoup de classes scolaires et de certains commerces,.

### Orelle dans les deux guerres mondiales

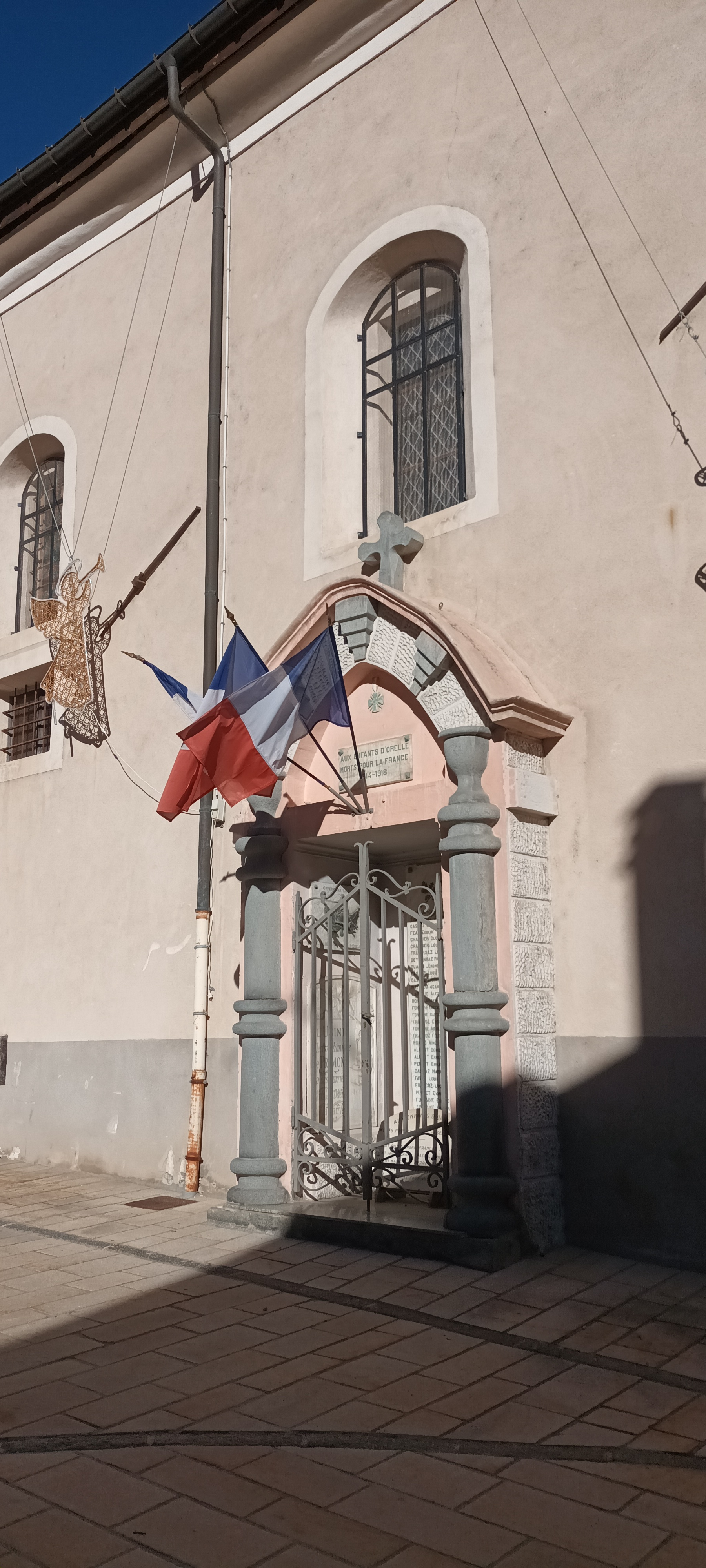
Stèle du chef-lieu.

La Première Guerre mondiale impacte très fortement les paroisses d'Orelle et de Bonvillard tuant presque 50 habitants au front ou à la suite de blessures diverses. Les noms de chaque homme sont reçus par l'abbé des paroisses et retranscrits sur une stèle commémorative. L'une se trouve sur l'église Saint-Maurice d'Orelle, l'autre sur l'église Sainte-Marguerite de Bonvillard,.
La Seconde Guerre mondiale enlève cinq Orellins morts sur le front franco-allemand. Toutefois, les nazis pillent en 1940 certaines chapelles de la commune (Saint-Bernard à la Bronsonnière), brûlent plusieurs maisons et traquent les résistants orellins,. La libération de la commune d'Orelle a lieu le 5 septembre 1944 et est célébrée chaque année à la stèle de la Denise,. Le dimanche 4 juin 1944, Saint-Michel-de-Maurienne est bombardée et le pont de la Denise est visé ; il n'est pas endommagé, ce qui n'est pas le cas de certaines maisons situées le long de la route, en amont du pont. Une adolescente de retour d'Orelle est blessée. Le mardi 22 août, les Allemands et les miliciens s'en vont vers l'Italie. Aux Sorderettes, village de Saint-Michel frontalier d'Orelle, des coups de feu sont tirés à leur passage. Le convoi s'arrête ; la situation s'aggrave. Le mercredi 23 août, des renforts allemands redescendent de Modane sur Saint-Michel, deux coups de feu sont tirés vers Francoz. Des Allemands tirent sur des fuyards sans les atteindre, par contre, ils cueillent sur leur passage, vers le pont de la Ville, Georges Albert qui revient de la forêt où il a travaillé du bois, puis à la Denise, Robert Pascal. Tous deux seront fusillées au stade de Saint-Michel, avec cinq ouvriers de l'usine de la Saussaz. Les neuf jours suivants, un calme relatif règne à Orelle. Dans la nuit du dimanche 3 au lundi 4 septembre, Orelle est occupé, ainsi qu'Orellette. Le village de la Saussaz a été incendié. Les villages du Poucet, de la Denise (Orelle), des Sordières et des Basilières (Saint-Michel) sont abandonnés par leurs habitants qui se sont réfugiés aux villages du Bois (Saint-Michel), aux chalets de Bordelin et de Prénadina (Orelle) ; dans les villages désertés, c'est le pillage total. À Orelle, une partie des soldats allemands sont des muletiers, donc ils réquisitionnent les écuries et les fours, le fourrage est pris dans les granges. Le lundi 4 septembre, les Allemands visitent toutes les maisons, réclamant du pain, des œufs, et font main basse sur tout ce qui leur plaît (montres, réveils et surtout bicyclettes car celles-ci sont rares, les Russes en ayant volées les jours précédents),.

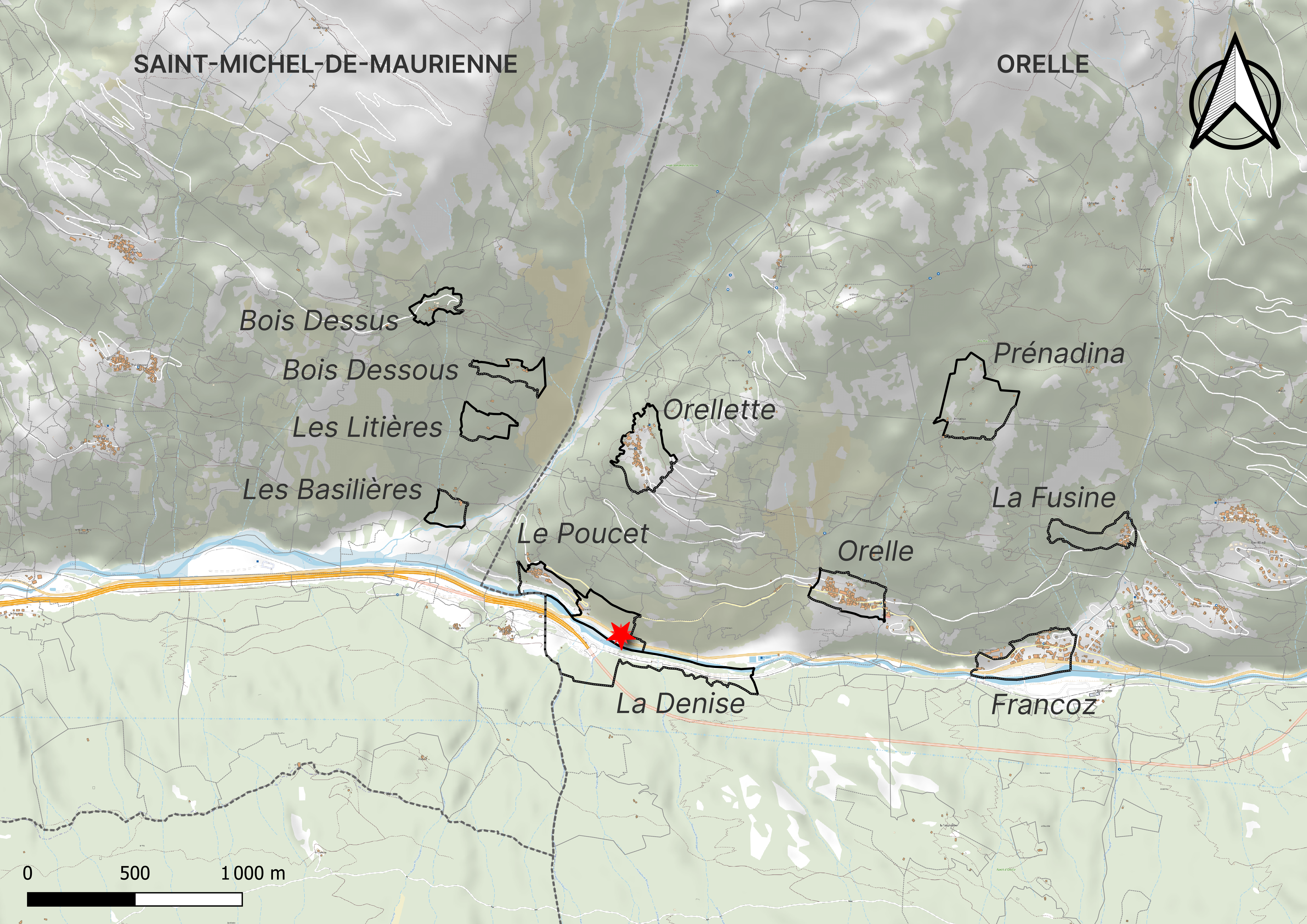
Carte des villages impliqués dans la libération d'Orelle en septembre 1944.

Ce même jour, en début d'après-midi, un ordre allemand exige que tous les hommes de 17 à 45 ans soient rassemblés et gardés à vue. On vient de découvrir, caché dans une maison près du cimetière, un sac de cartouches. Tous les hommes du chef-lieu et quelques-uns de la Fusine et du Noiray sont rassemblés dans la grange de Charles Francoz en face de l'ancienne poste. À tour de rôle, deux soldats allemands sont en faction devant la porte. Les hommes de Bonvillard et d'Orellette, quant à eux, avaient pris de la hauteur. Le mardi 5 septembre après-midi, une fumée épaisse, puis des flammes indiquent l'incendie des villages du Bois-dessus et dessous, les Littières et les Basilières à Saint-Michel. Durant la matinée, de petits groupes du maquis venant de la Buffaz et voulant rejoindre la Haute Maurienne, demandaient du ravitaillement aux habitants du Bois, ils furent repérés par des Allemands installés aux Sordières, une estafette partie en moto vient avertir les Allemands cantonnés à Orellette ; un détachement passe les Gorges et arrive au Bois-dessus : interrogatoire des habitants qui nient avoir vu des gens du maquis. Ils descendent au Bois-dessous, quelques coups de feu sont tirés. C'en est assez : toute la population des deux villages du Bois est conduite à la Denise, et parquée dans la cour de l'école. Les deux villages sont incendiés,.

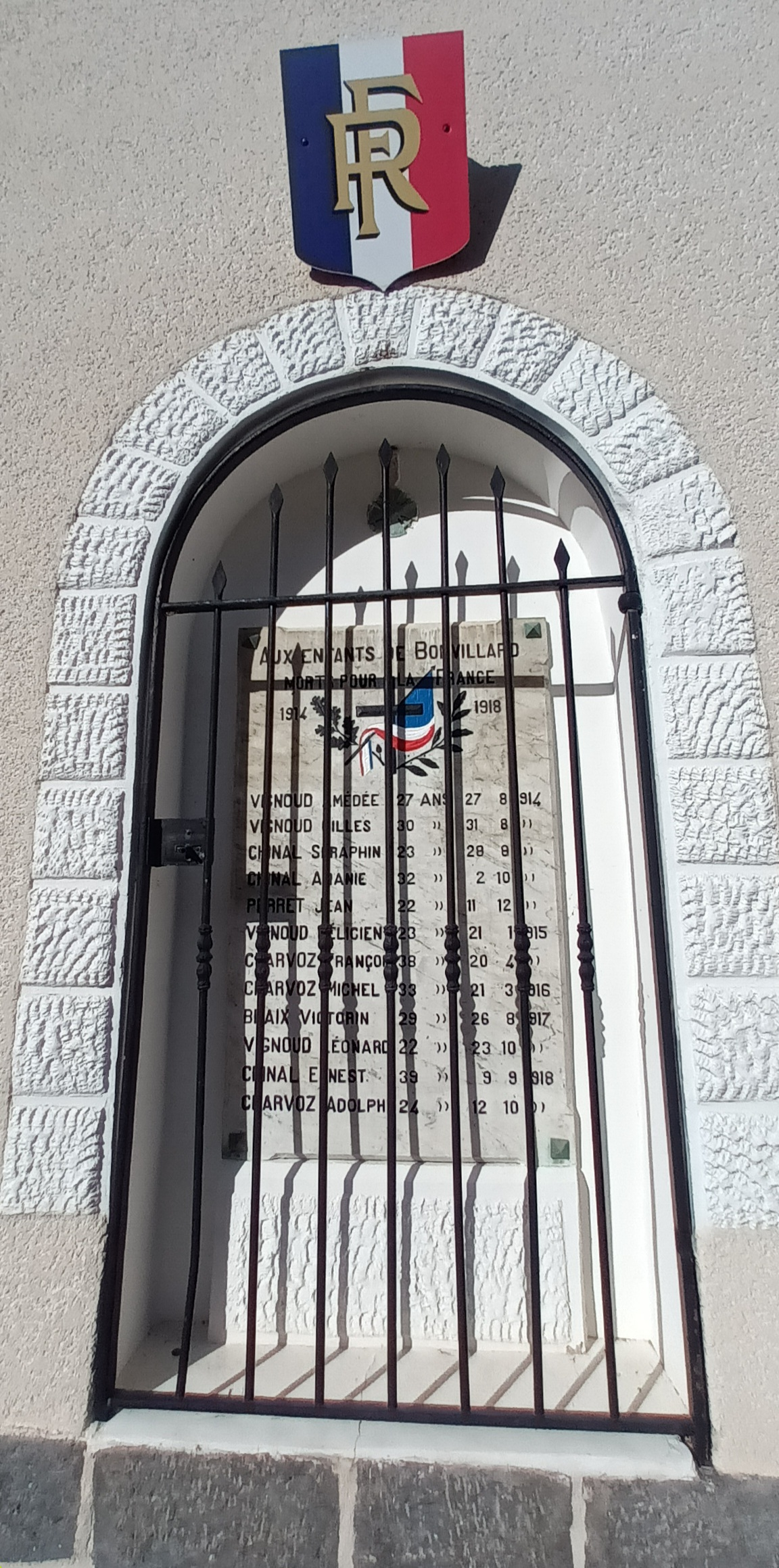
Stèle commémorative du village de Bonvillard.

L'artillerie française postée au fort du Télégraphe vise les troupes ennemies. Le fort envoie plusieurs rafales d'obus dans cette direction. Il en tombe sur le pont et sur la maison Ferrando ; des soldats allemands sont blessés, des villageois aussi et on se met à l'abri ; on demande aux femmes et aux enfants de se réfugier dans la cave de l'école, les hommes doivent rester dans un coin de la cour. C'est alors que le drame se produit : un obus frappe de plein fouet le mur et arrose de ses éclats les hommes réunis, tuant dix hommes et en blessant cinq autres. Il était environ 16 h 30. Dans la soirée du mercredi 6 septembre, les mortiers du Télégraphe prirent pour cible Orelle. Les Allemands conduisirent leurs prisonniers aux abris, sur la route d'Orellette, près du cimetière d'Orelle, où se trouvaient déjà plusieurs familles au complet. Ils firent donner à leurs prisonniers leur parole d'honneur de ne pas sortir avant cinq heures le lendemain,. À cinq heures, le jeudi 7 septembre, plus d'Allemands à Orelle : ils se sont enfuis discrètement pendant la nuit. Le village est libéré.

### Le barrage de Bissorte
La construction du barrage de Bissorte, à 2 000 mètres d’altitude, est un tournant de l'histoire du village. Cette œuvre gargantuesque, disposant d’un réservoir de 40 millions de mètres cubes pour une conduite forcée de plus de 1 000 mètres de dénivelé, permet le développement d’une énergie très vite distribuée et exportée. Construit en pierres sèches de 1931 à 1935, le barrage devient très vite un pôle majeur de production hydroélectrique,,.
La génération suivante profite de cette technologie pour s’affranchir de l'activité pastorale ; aujourd'hui, le Super Bissorte représente 75 % des revenus financiers communaux.

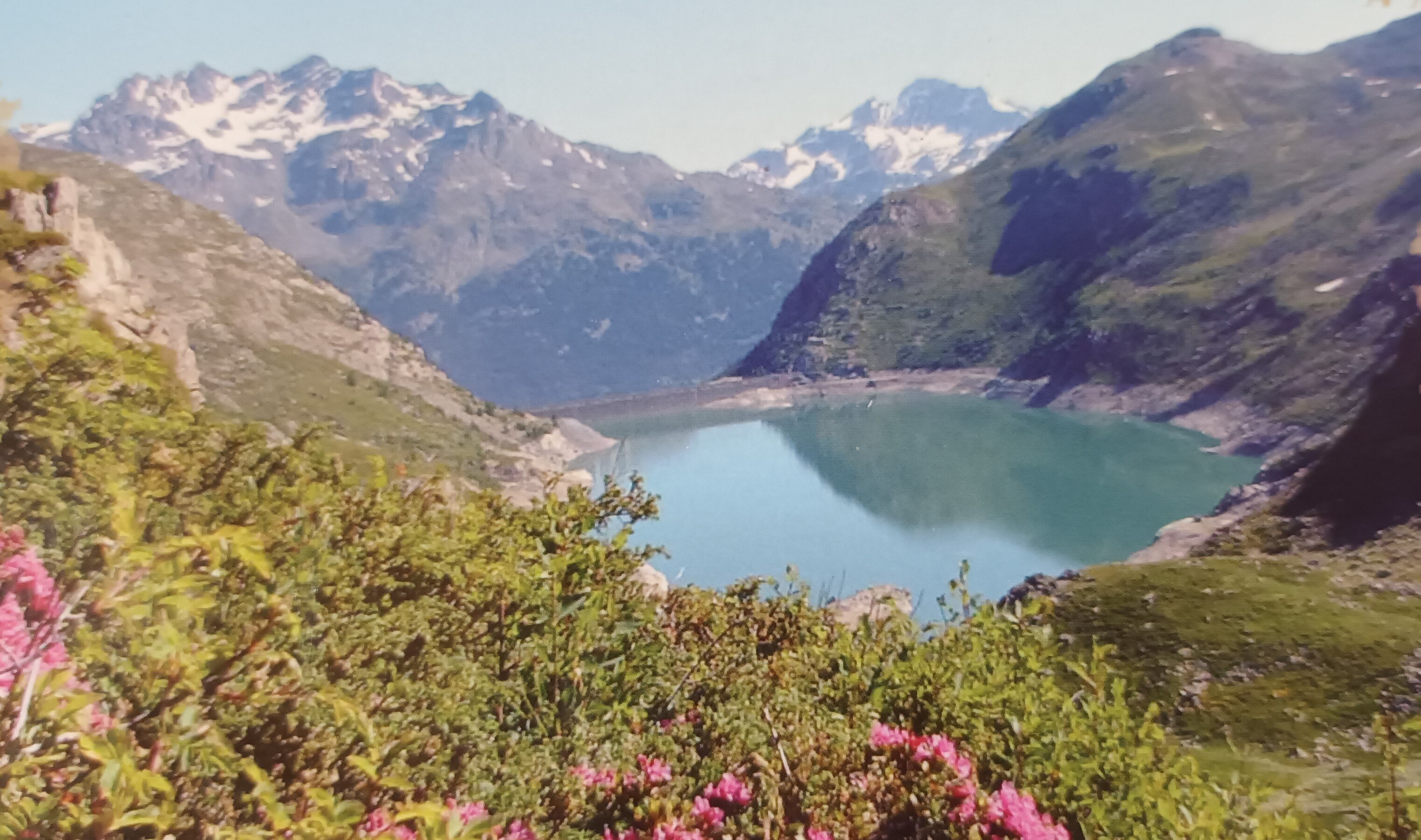
Lac de Bissorte à Orelle.
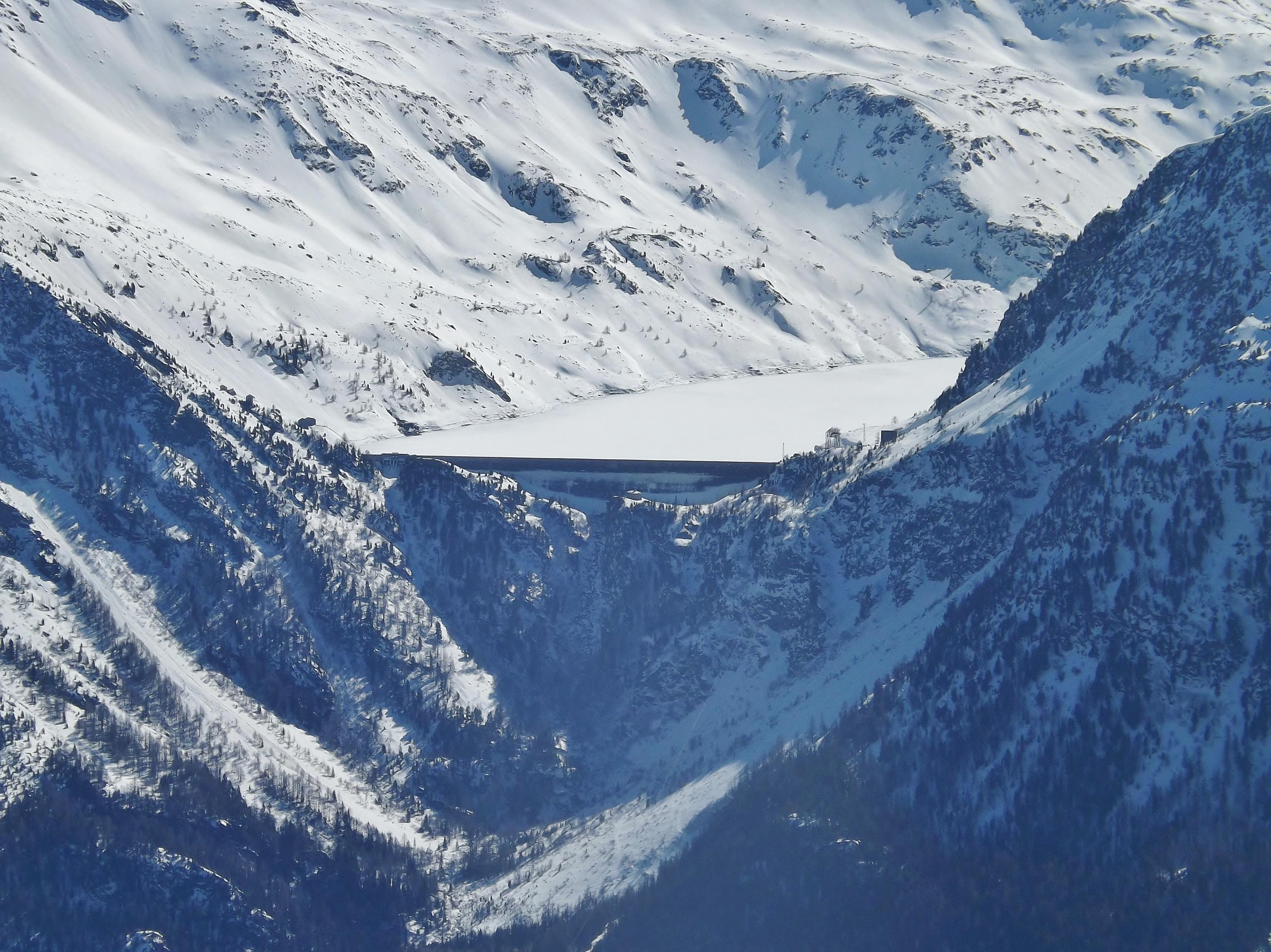
Barrage de Bissorte (hiver).
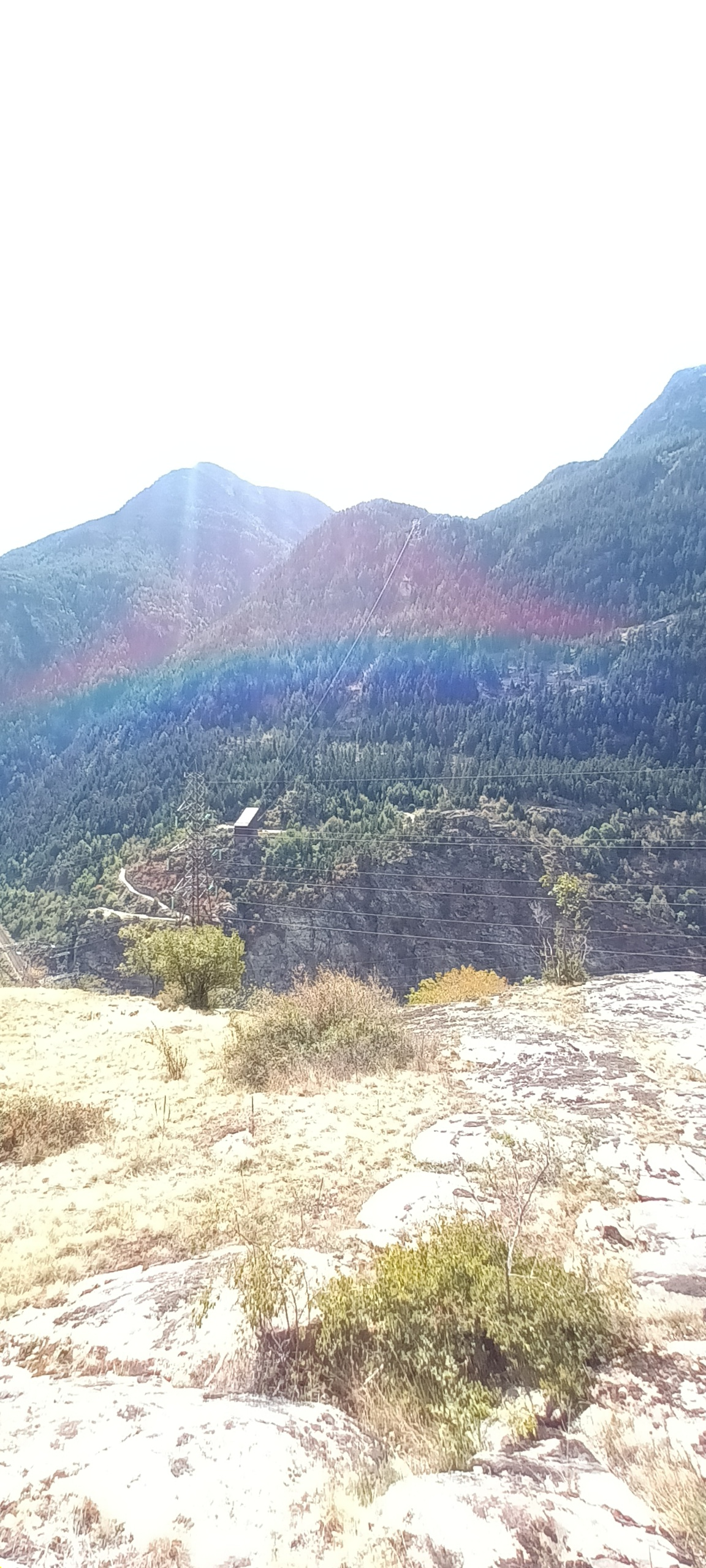
Gare de départ du téléphérique EDF.
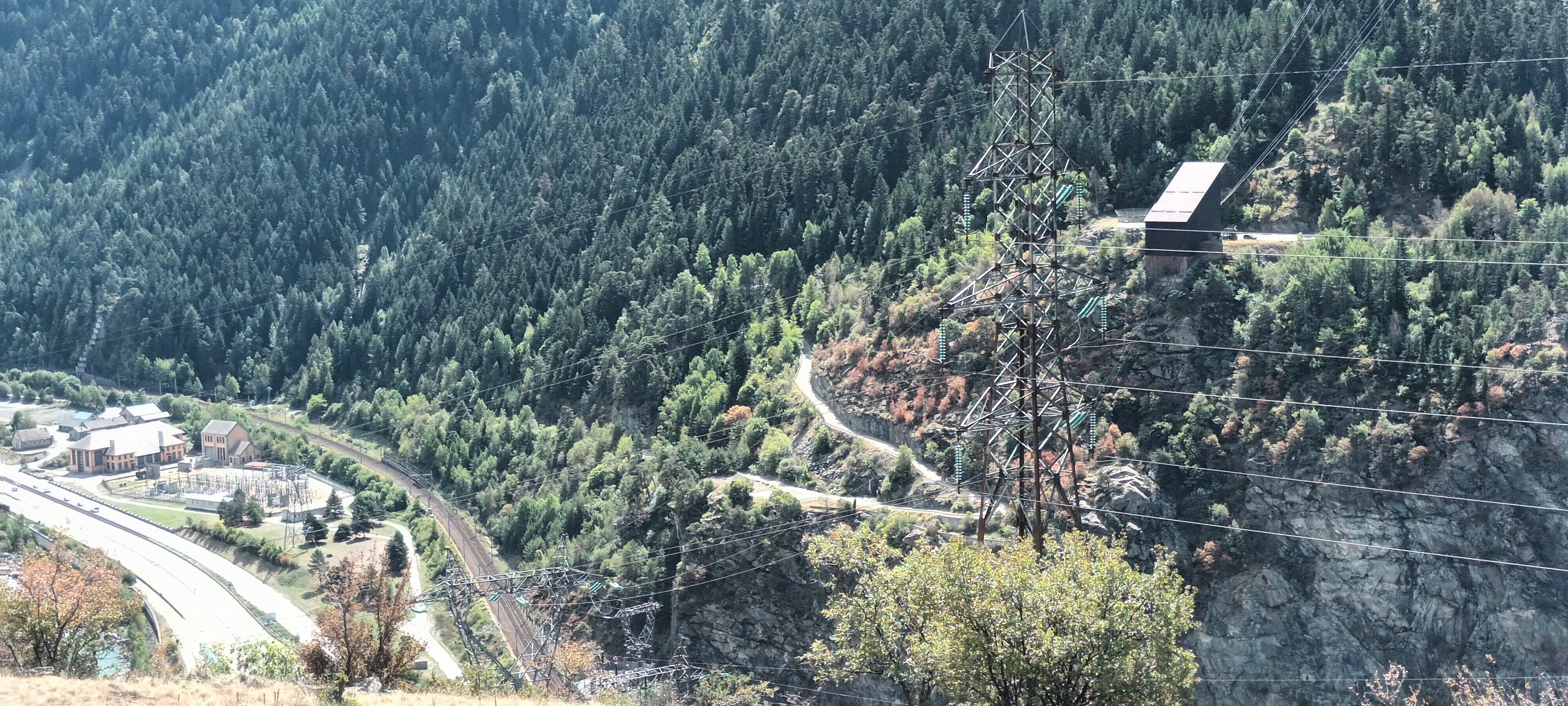
Centrale de transformation électrique EDF Super Bissorte et gare de départ du téléphérique.
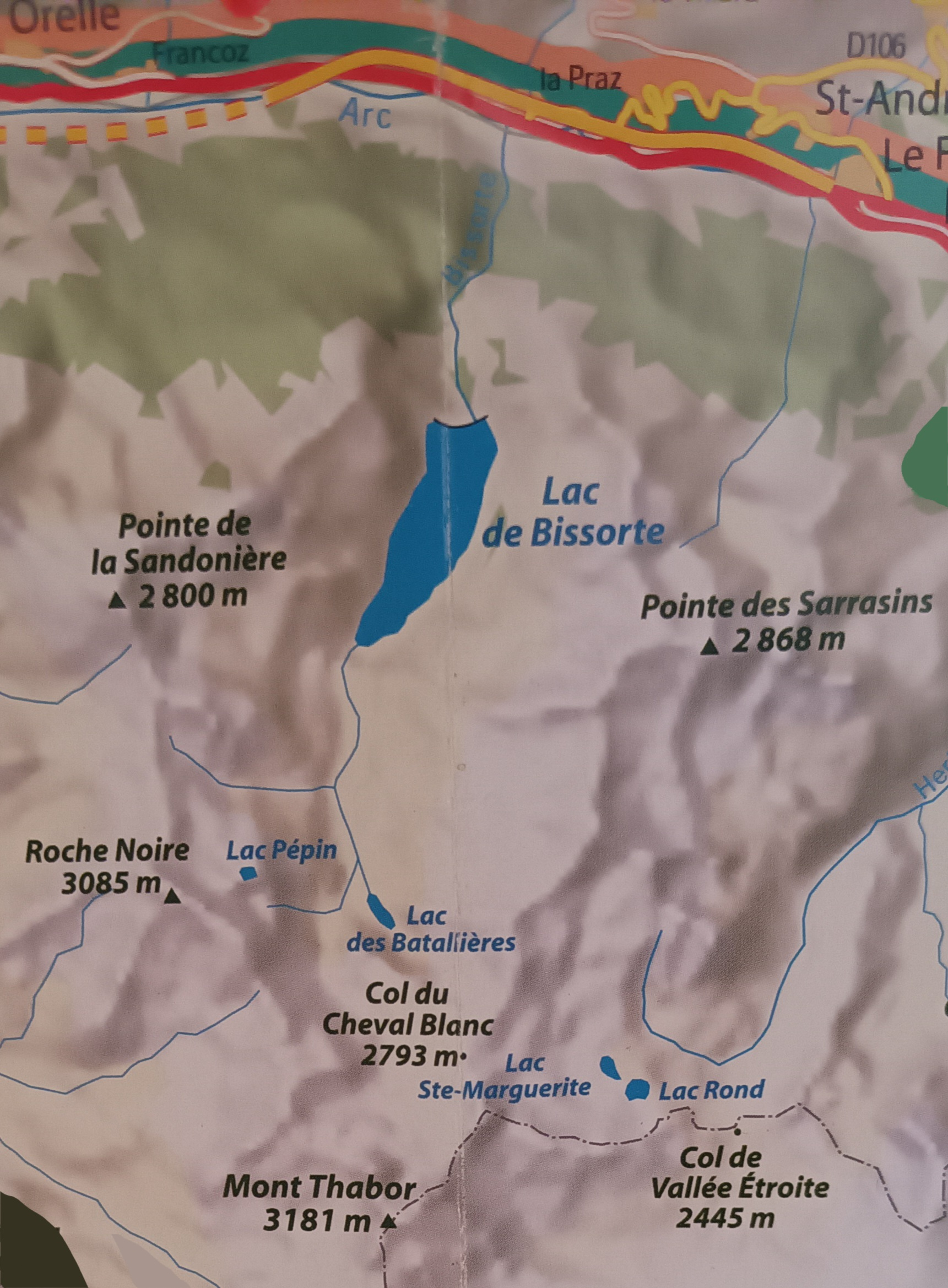
Situation du lac.

### Création de la station de sports d'hiver d'Orelle
L'activité économique d'Orelle s'oriente vers le tourisme, en lien avec le développement des sports d'hiver dans la vallée voisine des Belleville. La commune entre au capital de la Société de développement touristique de la vallée des Belleville en 1965, puis dans celui de la SETAM (Société d'exploitation des téléphériques de Tarentaise Maurienne), en 1972,. En 1989, le ski est possible sur le versant d’Orelle, mais accessible seulement depuis le domaine de Val Thorens, avec la création du télésiège de Rosaël. La Société des téléphériques d'Orelle, communément appelée la STOR, voit le jour le 26 octobre 1995 et elle gère depuis cette date l'ensemble des installations, systèmes, véhicules et remontées mécaniques de la station skiable d'Orelle.
À partir de janvier 1996, l'accès peut se faire depuis le hameau de Francoz par la télécabine 3 Vallées Express, en 15 minutes. Il s'agissait alors d'une véritable prouesse d’évolution et de technologie pour l'époque, d'autant plus que le tracé est escarpé et forestier. Elle mesure cinq kilomètres de long, sur 1 470 mètres de dénivelé. L'accès peut se faire depuis l'un des quatre parkings prévus sous la gare de départ de la télécabine,,,. Le domaine skiable s'étend en 2001 : ledit télésiège de Rosaël est complété par les télésièges du Peyron et du Bouchet. Ce dernier permet aux skieurs d'atteindre le col du Bouchet, point le plus haut des Trois Vallées avec la pointe du Bouchet qui culmine à 3 420 mètres d'altitude,,,. Un chalet-restaurant s'implante sur le domaine et des cours de ski de l'École du ski français (ESF) deviennent fréquents.

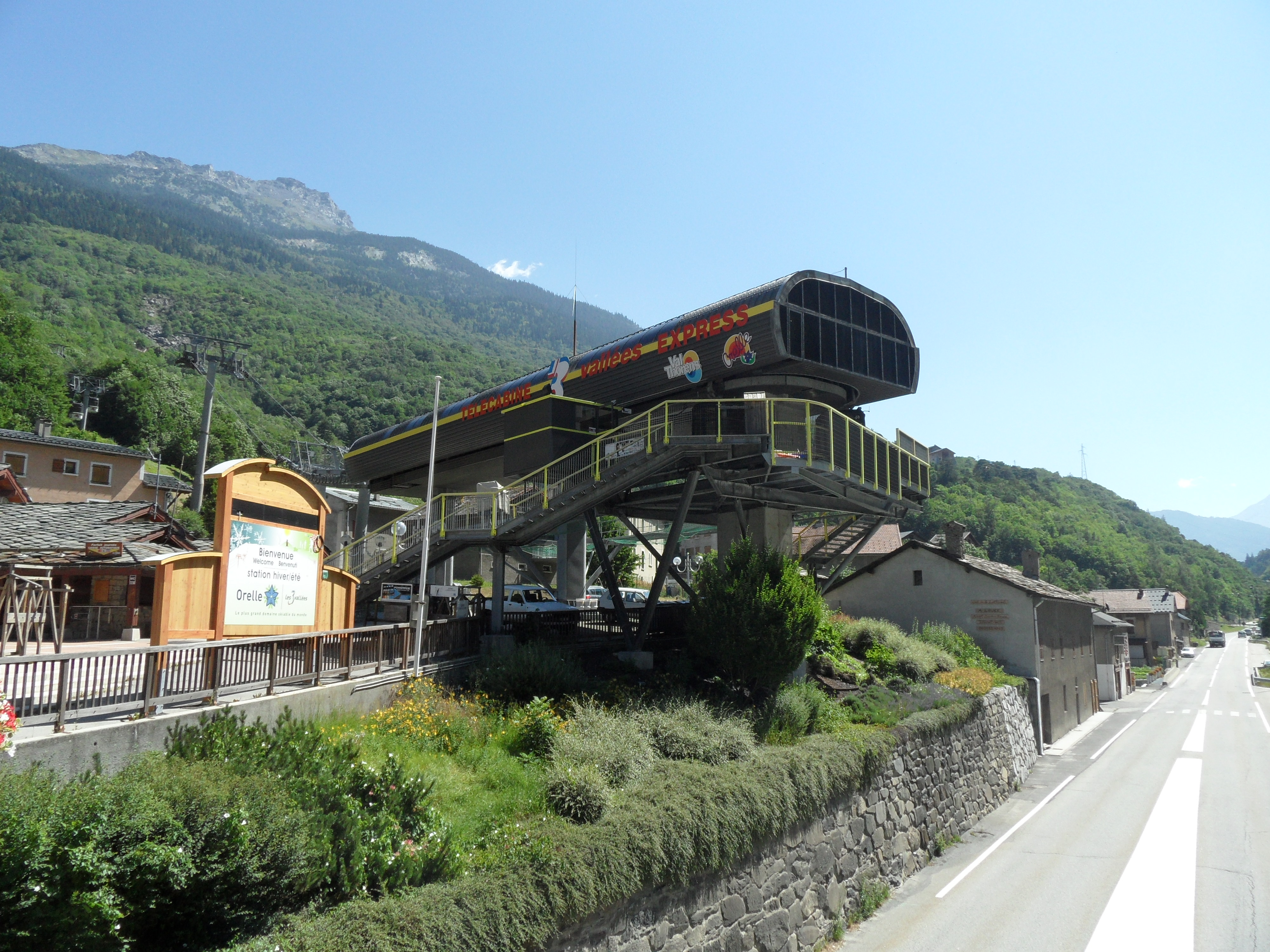
Gare de départ de la télécabine 3 Vallées Express.
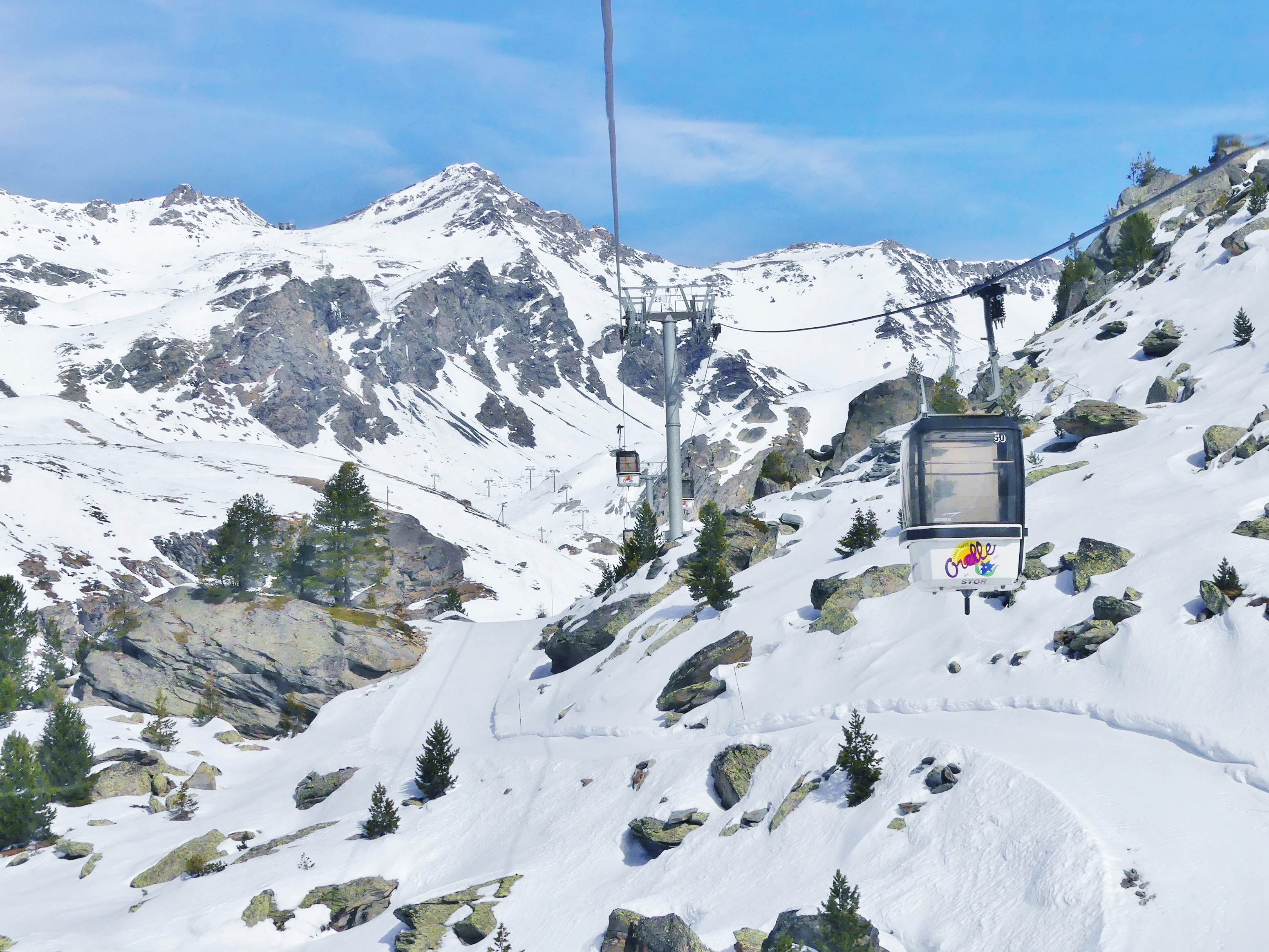
Vue de Plan-Bouchet.
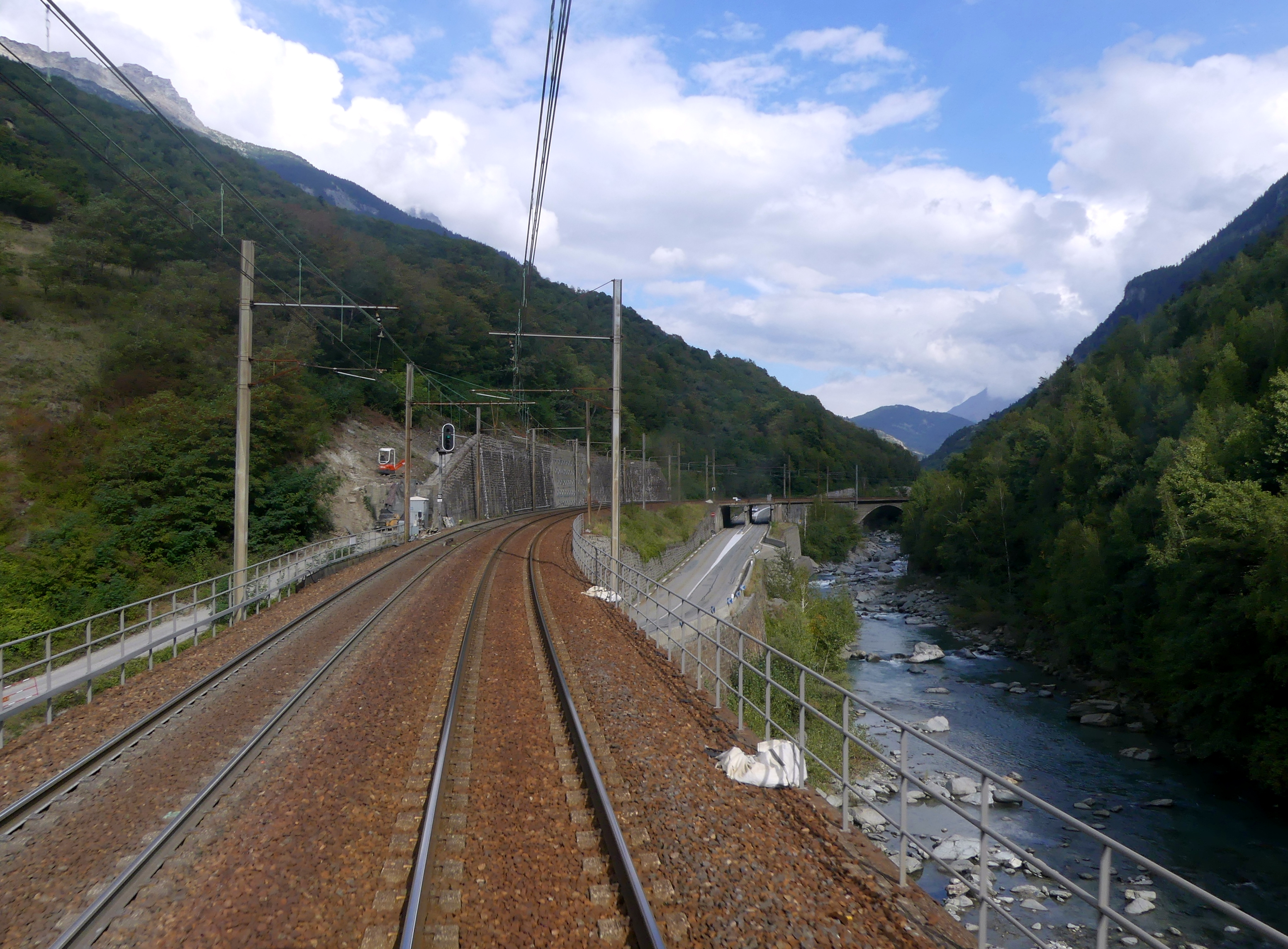
Ligne ferroviaire à Orelle (2020).
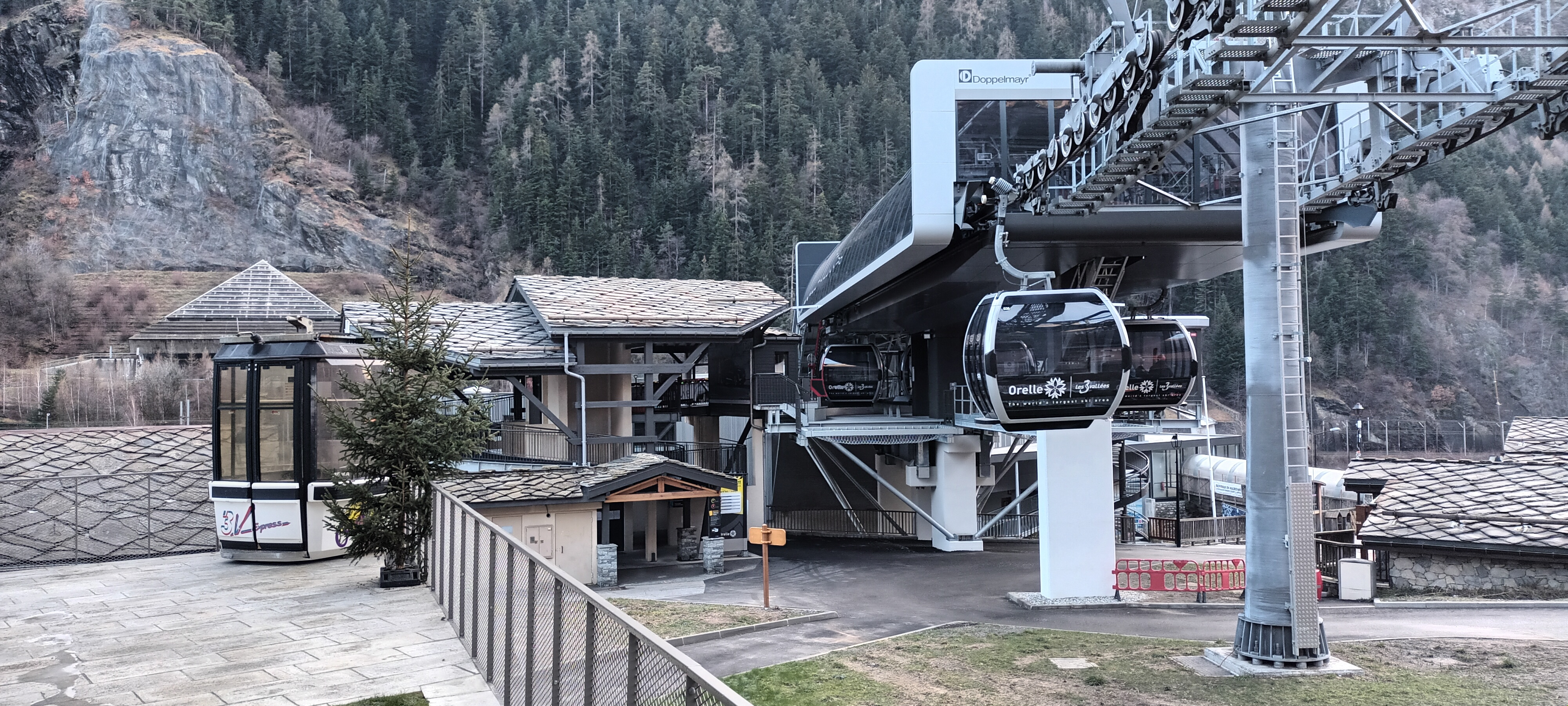
Vue de la télécabine d'Orelle à Francoz depuis l'office de tourisme.
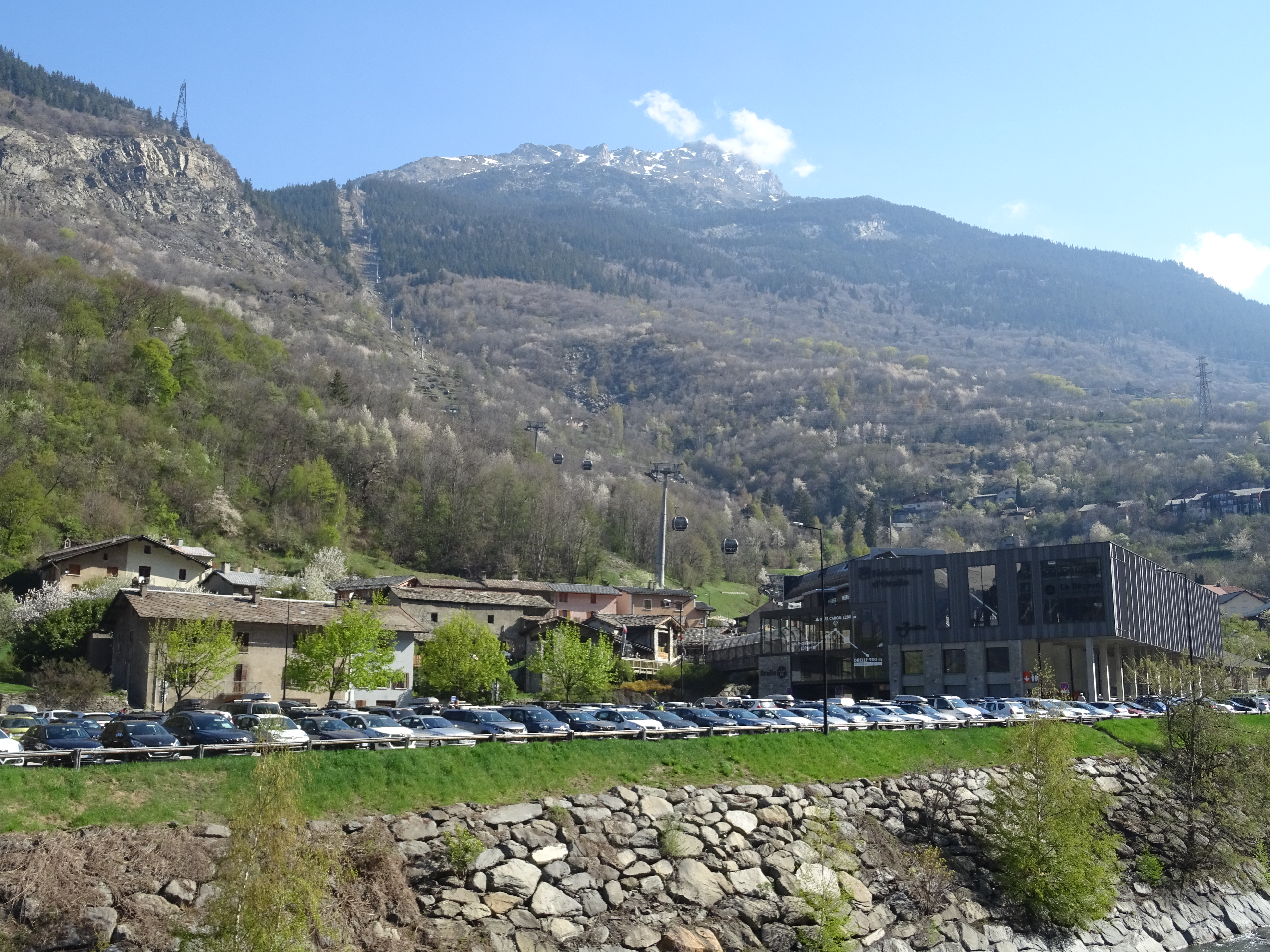
Parking de la télécabine d'Orelle.

### Développement touristique
Une résidence 3 étoiles, dans le Hameau des Eaux d’Orelle, qui compte actuellement plus de 1000 lits, est construite. Elle se nomme la Résidence des Eaux d'Orelle et ouvre l’opportunité aux clients de séjourner sur la commune, alors qu'il fallait venir à la journée auparavant. La même année, de nombreuses rénovations d’appartements de particuliers dans les villages sont réalisées, offrant d’une part la possibilité aux vacanciers de loger dans ces hameaux, avec des résidences locatives, mais aussi à la commune de voir ses bâtiments restaurés. L'office de tourisme et la centrale de réservations d'Orelle voient le jour en 2008 avec l’objectif de faire connaître la station mauriennaise et d'offrir des services. Dès lors, l'attractivité d'Orelle augmente. L'office a été déplacé dans une nouvelle construction moderne début 2022,. En 2011, « Le Mazot des Croés » ouvre ses portes : il s'agit d'une halte-garderie-crèche municipale située dans la rue Saint-Jacques à Francoz.

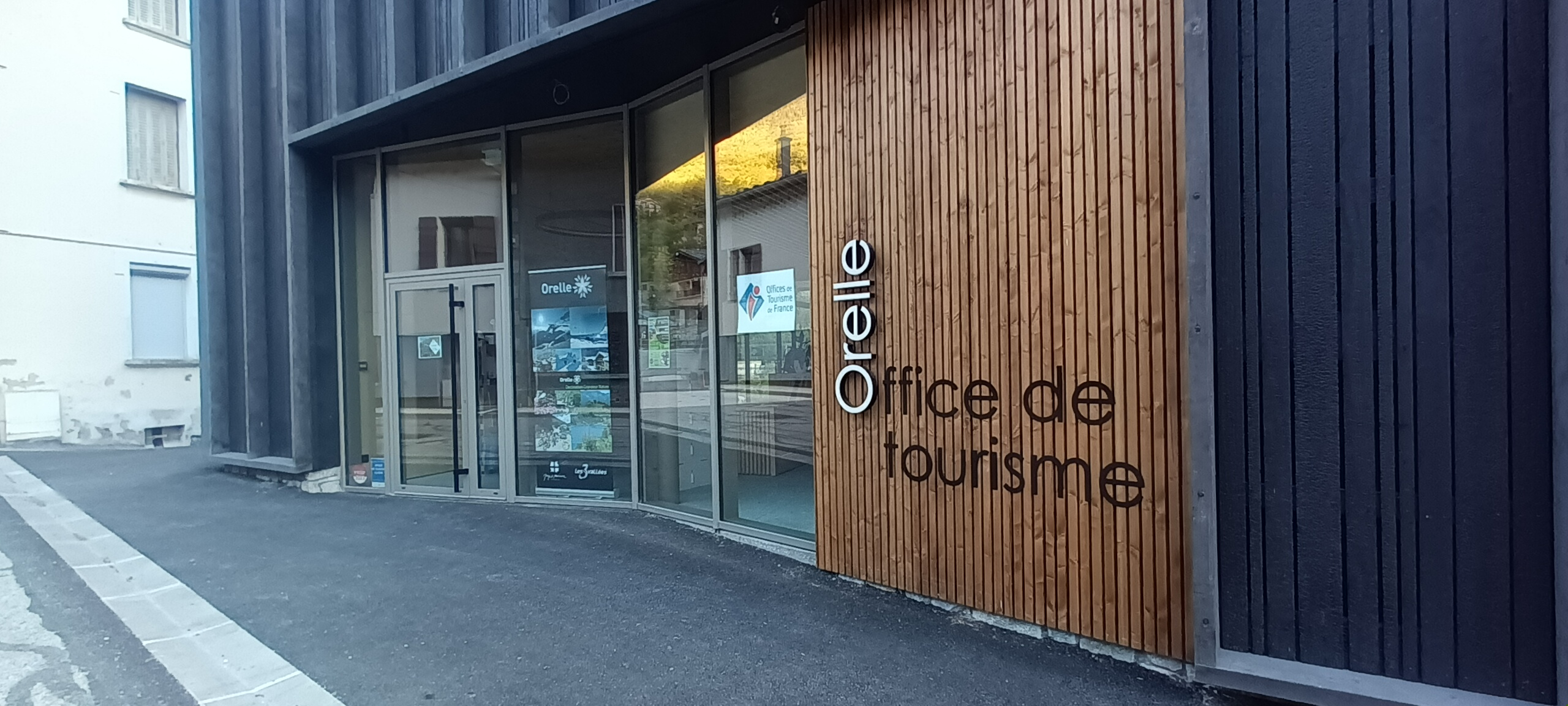
Vue de la vitrine et de l'entrée de l'office de tourisme d'Orelle.
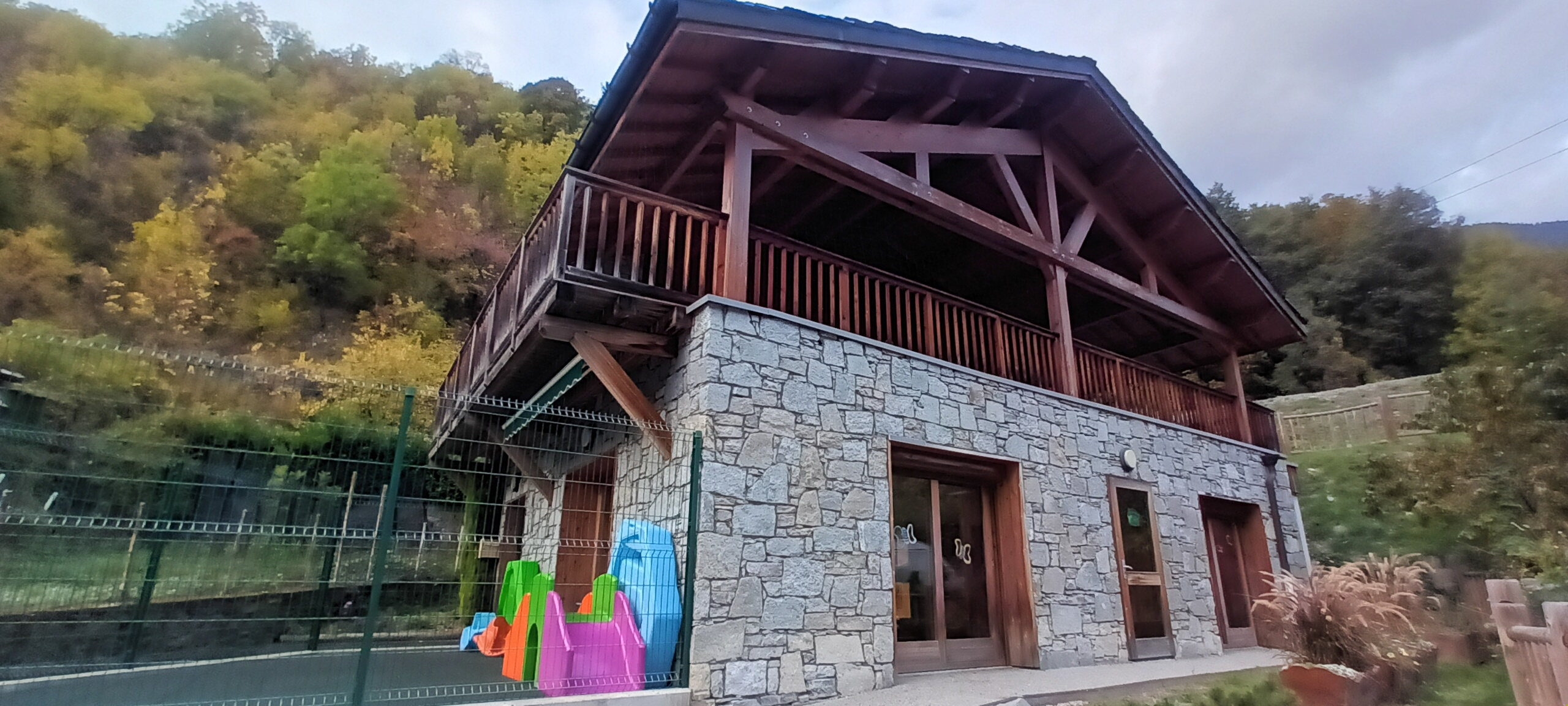
Le Mazot des Croés.
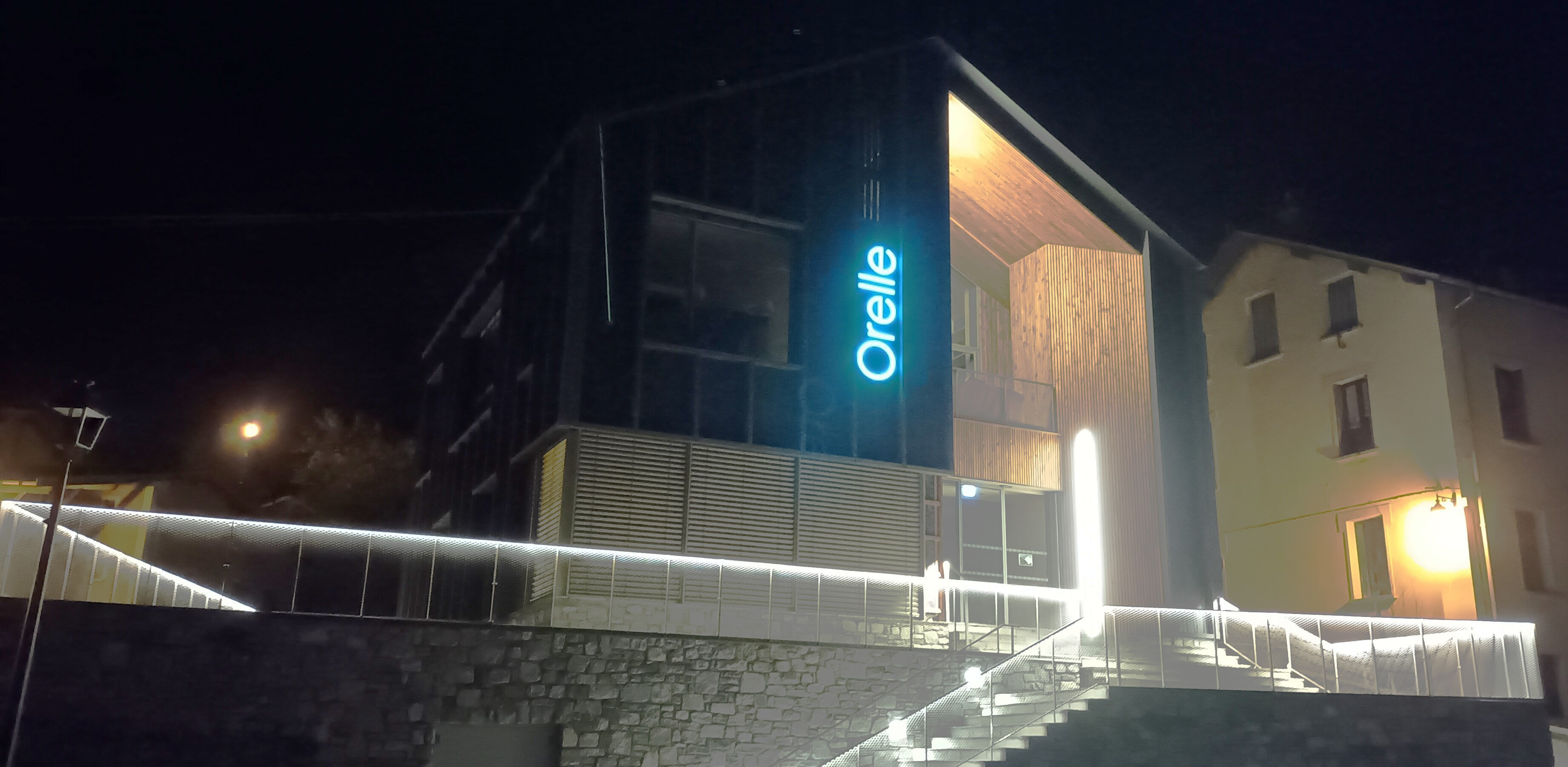
Face sud de l'office de tourisme (de nuit).

### La tyrolienne d'Orelle
En 2014, la « Tyrolienne d'Orelle » est créée. C'est une première mondiale car jamais une tyrolienne aussi haute en altitude et aussi longue n’avait jamais été réalisée. La base de départ se situe au col de la pointe du Bouchet, sur Orelle, tandis que la base d'arrivée se situe sur le col du Bouchet, entre les communes d'Orelle et des Belleville ; son titre de plus haute en altitude d'Europe lui a permis de remporter, la même année, l’Award de la meilleure « innovation transport » dans la catégorie sports d’hiver,.

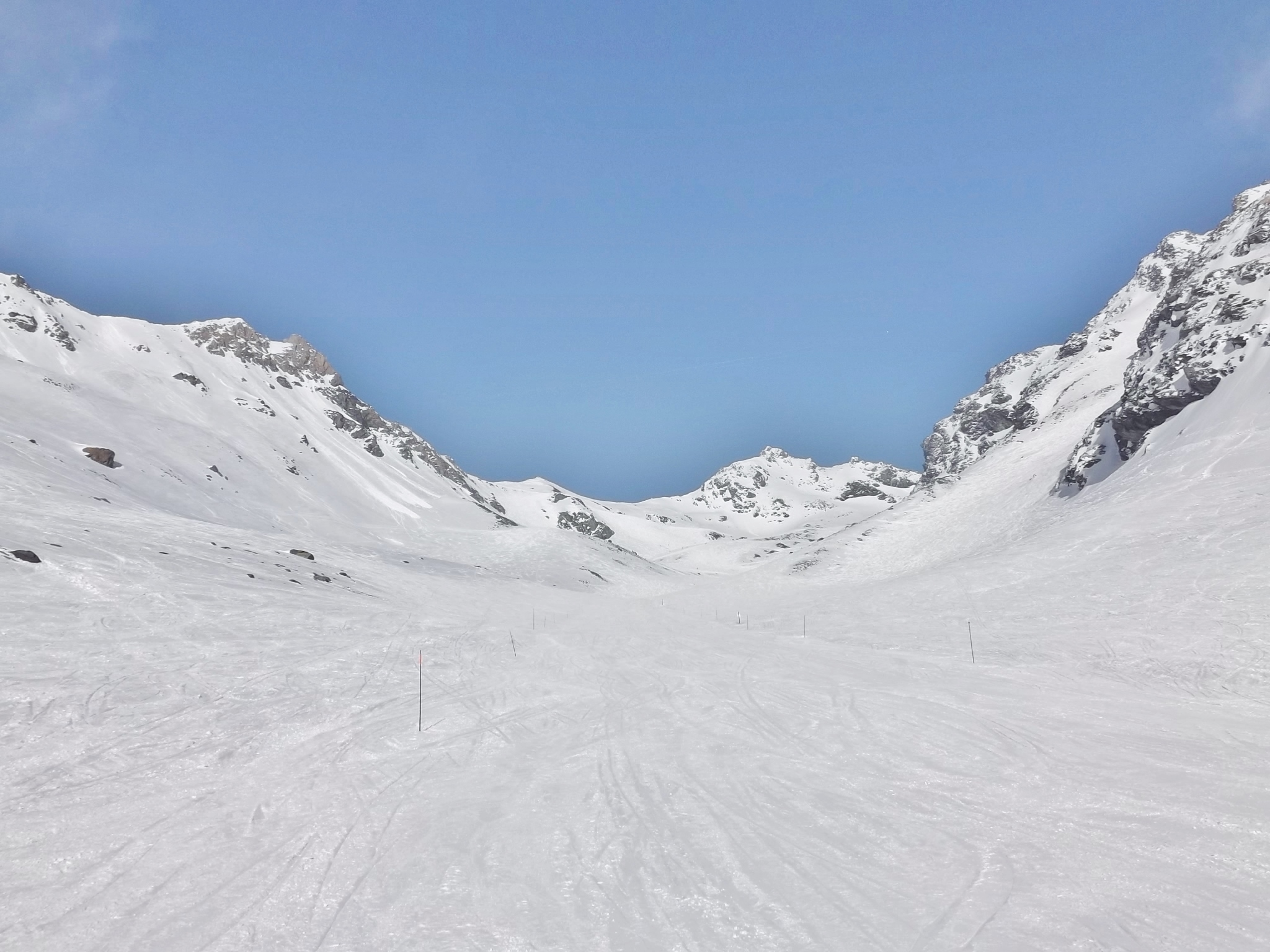
Piste de ski Bouchet à Orelle.
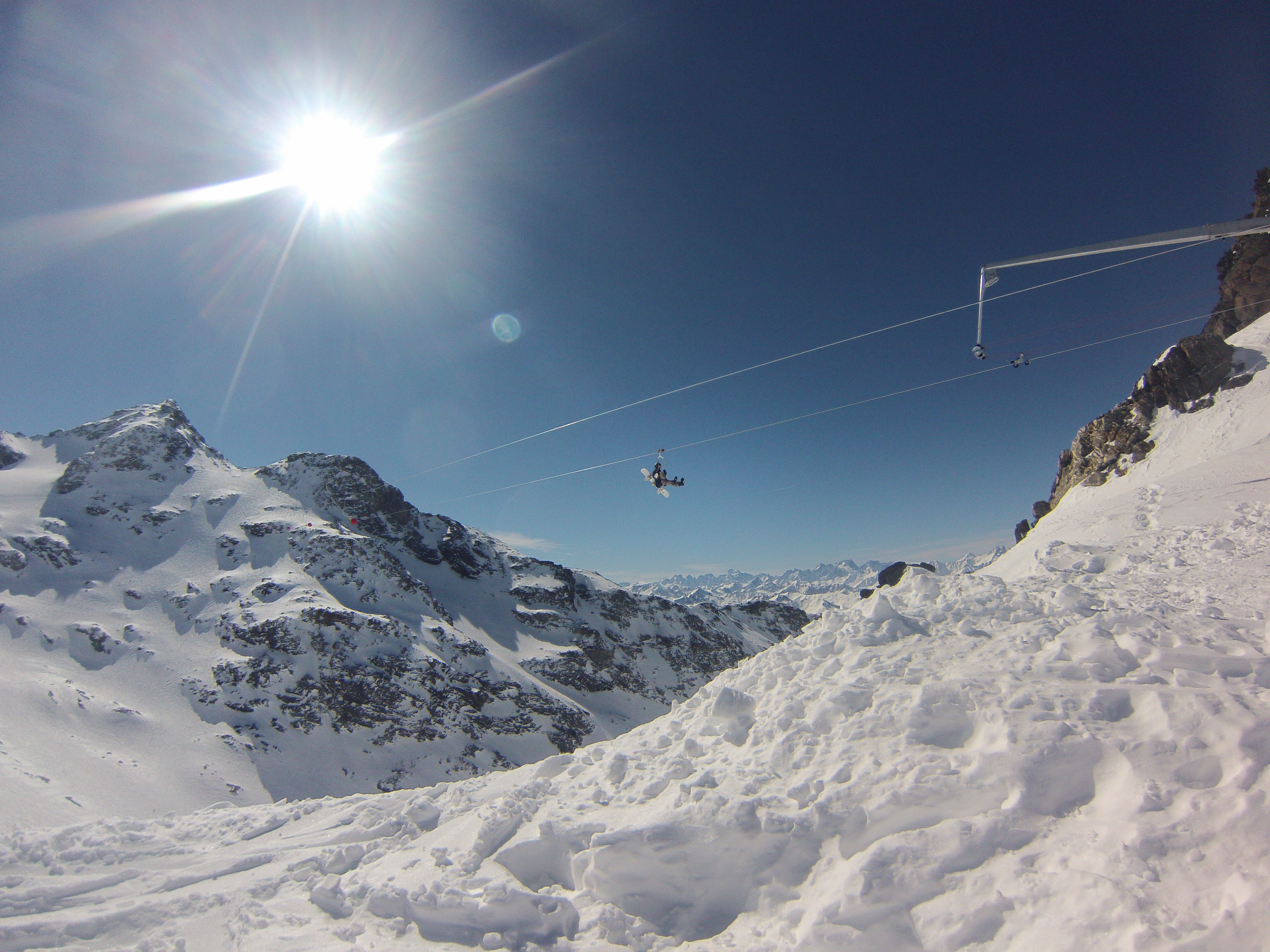
La Tyrolienne d'Orelle.
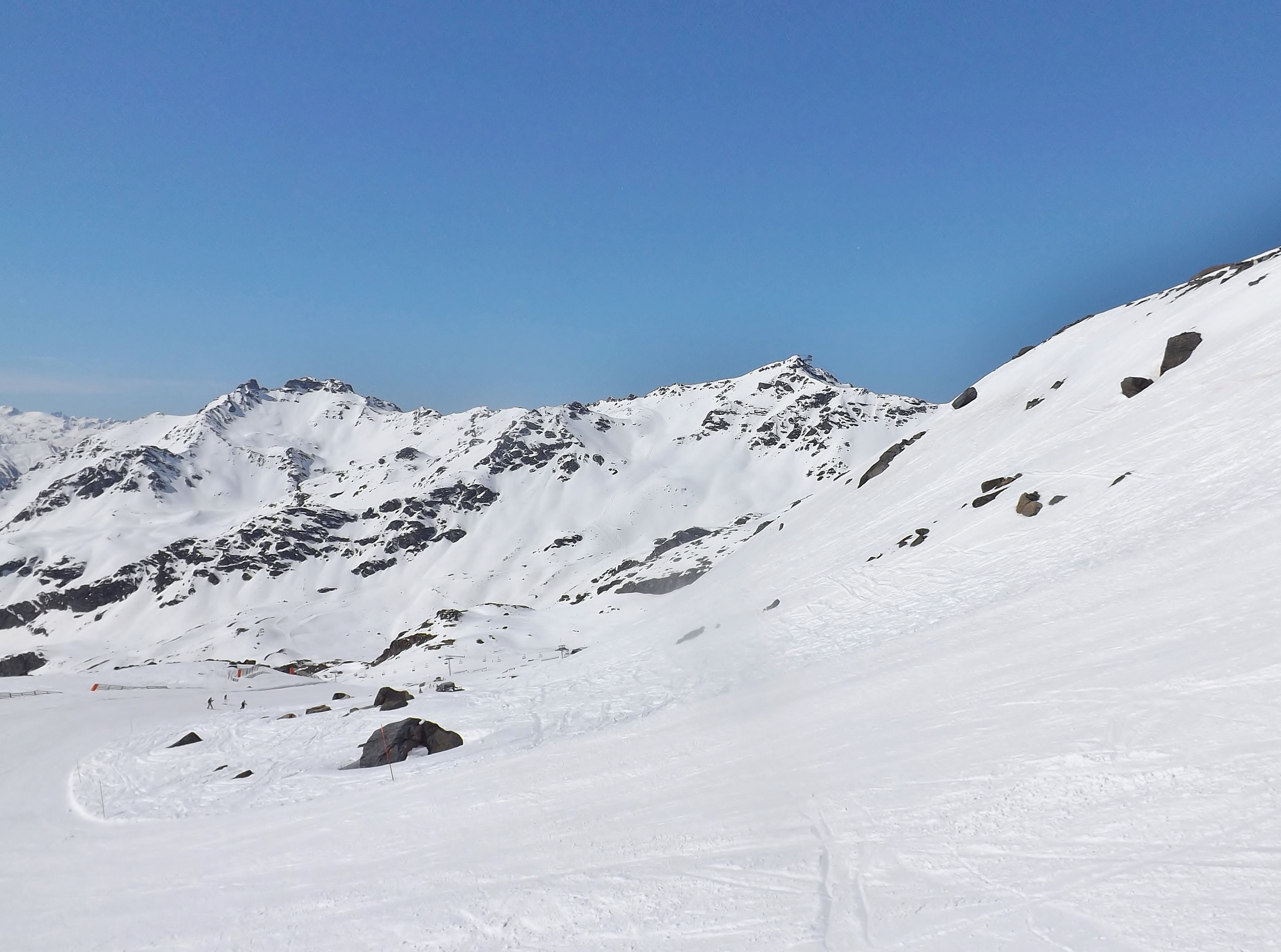
Pistes de ski.

### Les nouvelles télécabines (2021)
Une liaison trans-valléenne entre Orelle et Val-Thorens voit le jour en décembre 2021. La télécabine 3 Vallées Express doit être remplacée pour offrir un débit plus important, une meilleure sécurité et plus de confort,. La nouvelle télécabine d'Orelle aura ainsi un débit deux fois supérieur (2 000 visiteurs par heure) avec une vitesse de 7 mètres par seconde. La télécabine d'Orelle et la télécabine Orelle-Caron sont équipées d'un système permettant de ranger toutes les cabines dans la gare de départ respective la nuit.
Une seconde télécabine sera créée entre Plan-Bouchet, centre de la station skiable d'Orelle, et la cime Caron. En plus du télésiège de Rosaël, de la piste de ski « Lory » et de la Tyrolienne d'Orelle, elle est ainsi un nouveau point de liaison entre Orelle et Val Thorens,. Les 2 appareils seront les plus rapides de France avec 7 mètres par seconde de vitesse, moins de 20 minutes de télécabine du village à la cime Caron. Cela fait grimper le prix des forfaits de ski et aussi des achats ou locations de résidences orellinches,.

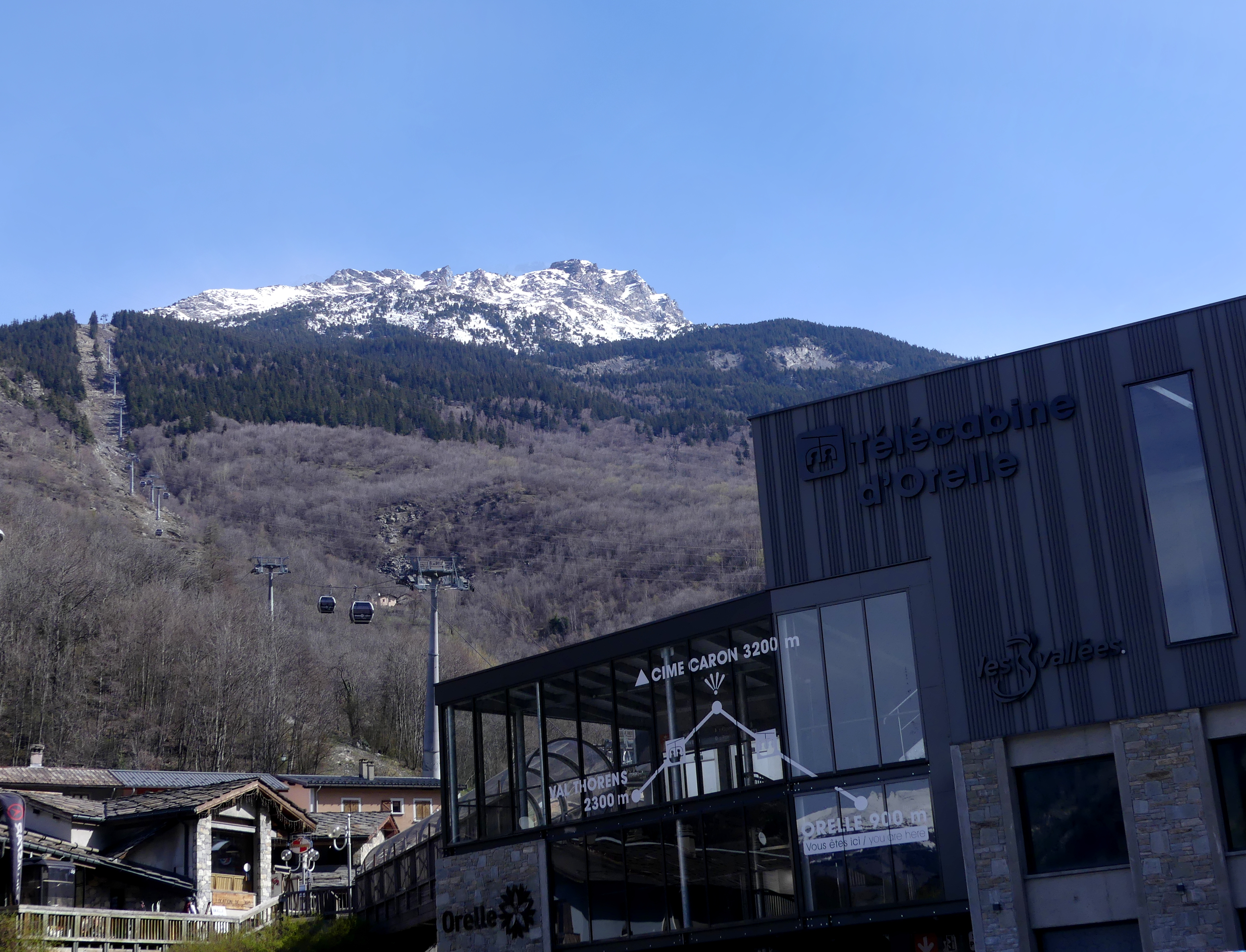
Gare de départ en 2022 de la nouvelle télécabine d'Orelle, située au centre de Francoz (Savoie).
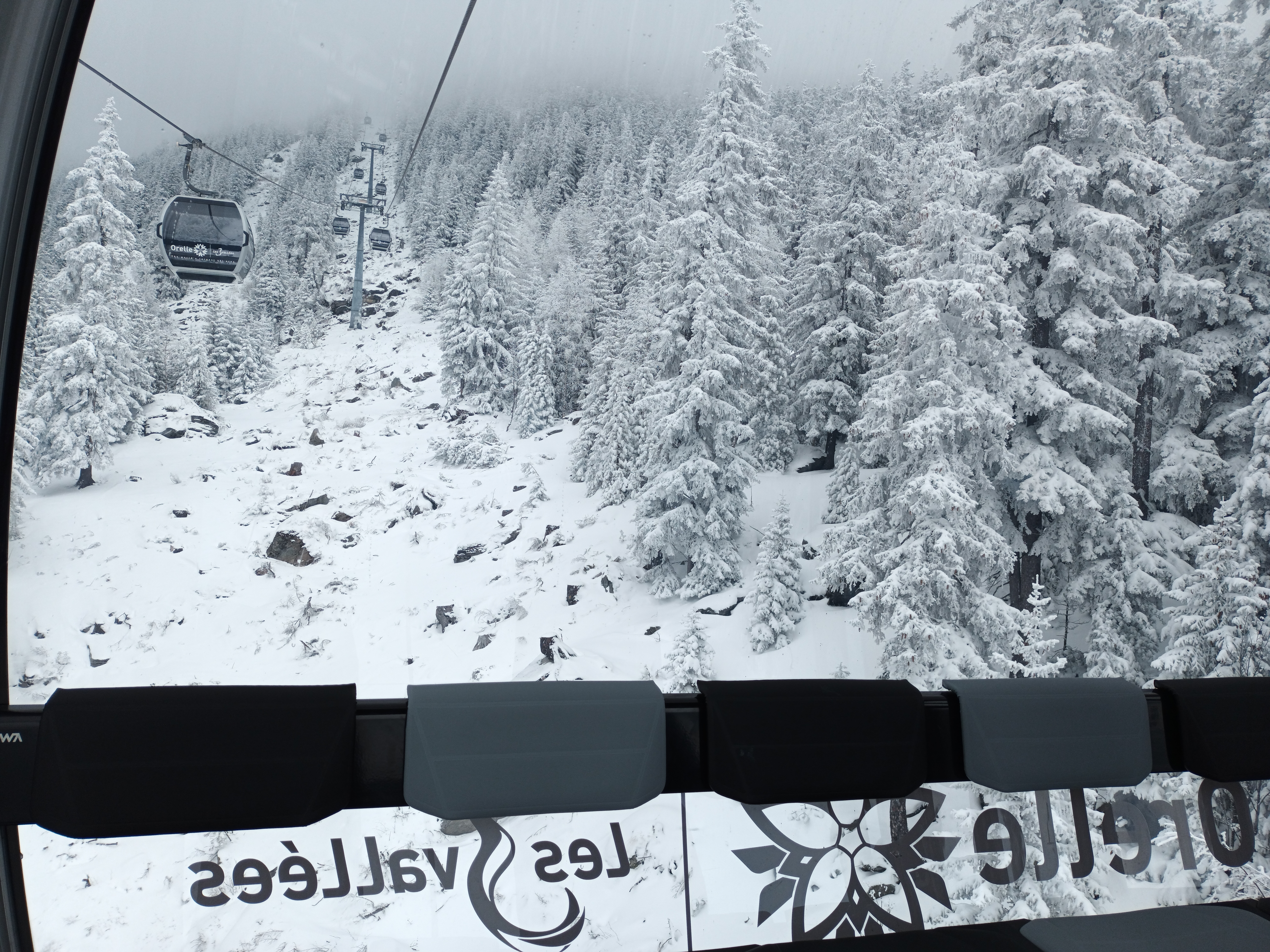
Montée dans la télécabine d'Orelle (hiver 2022).
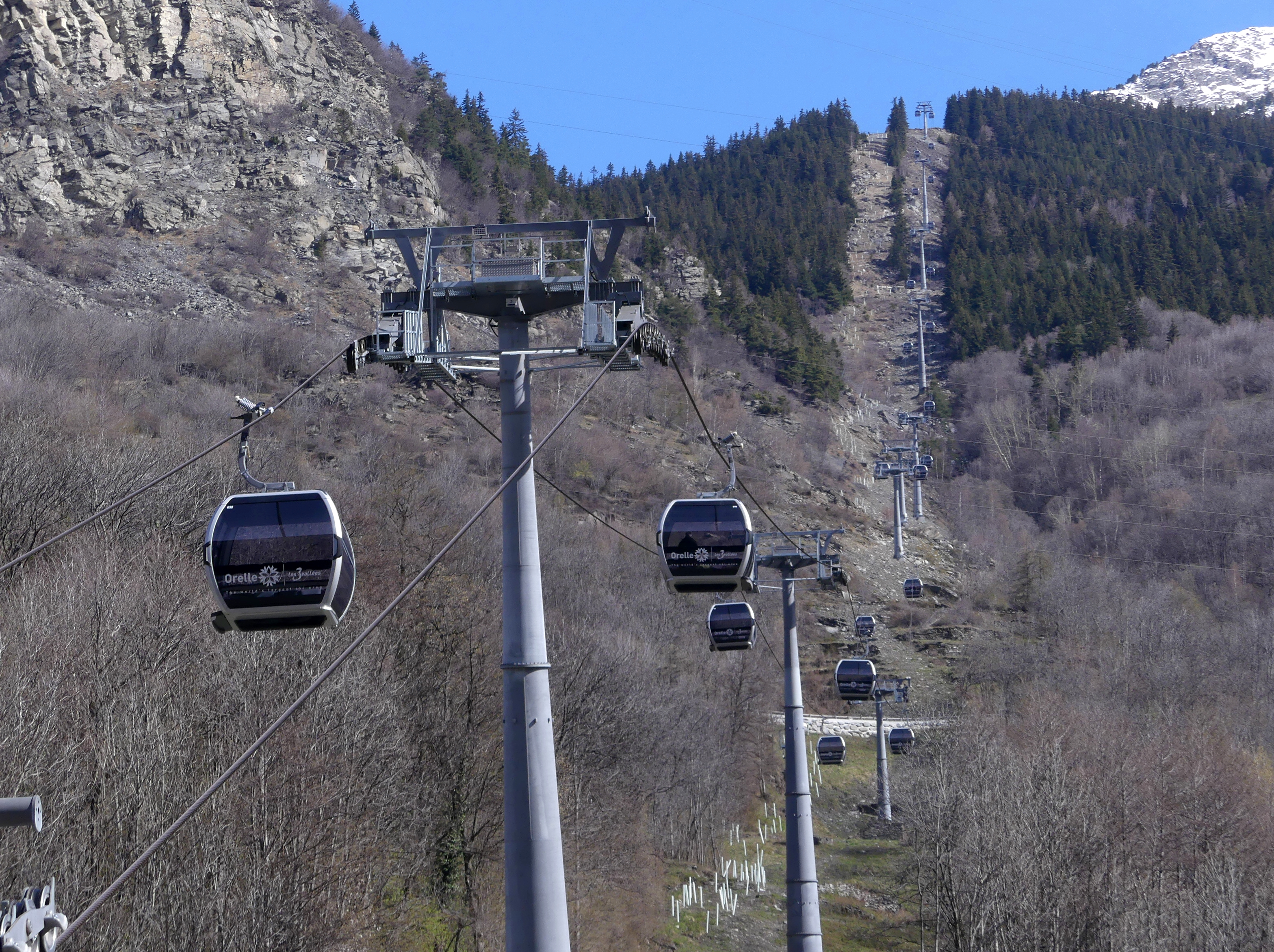
Tracé forestier.
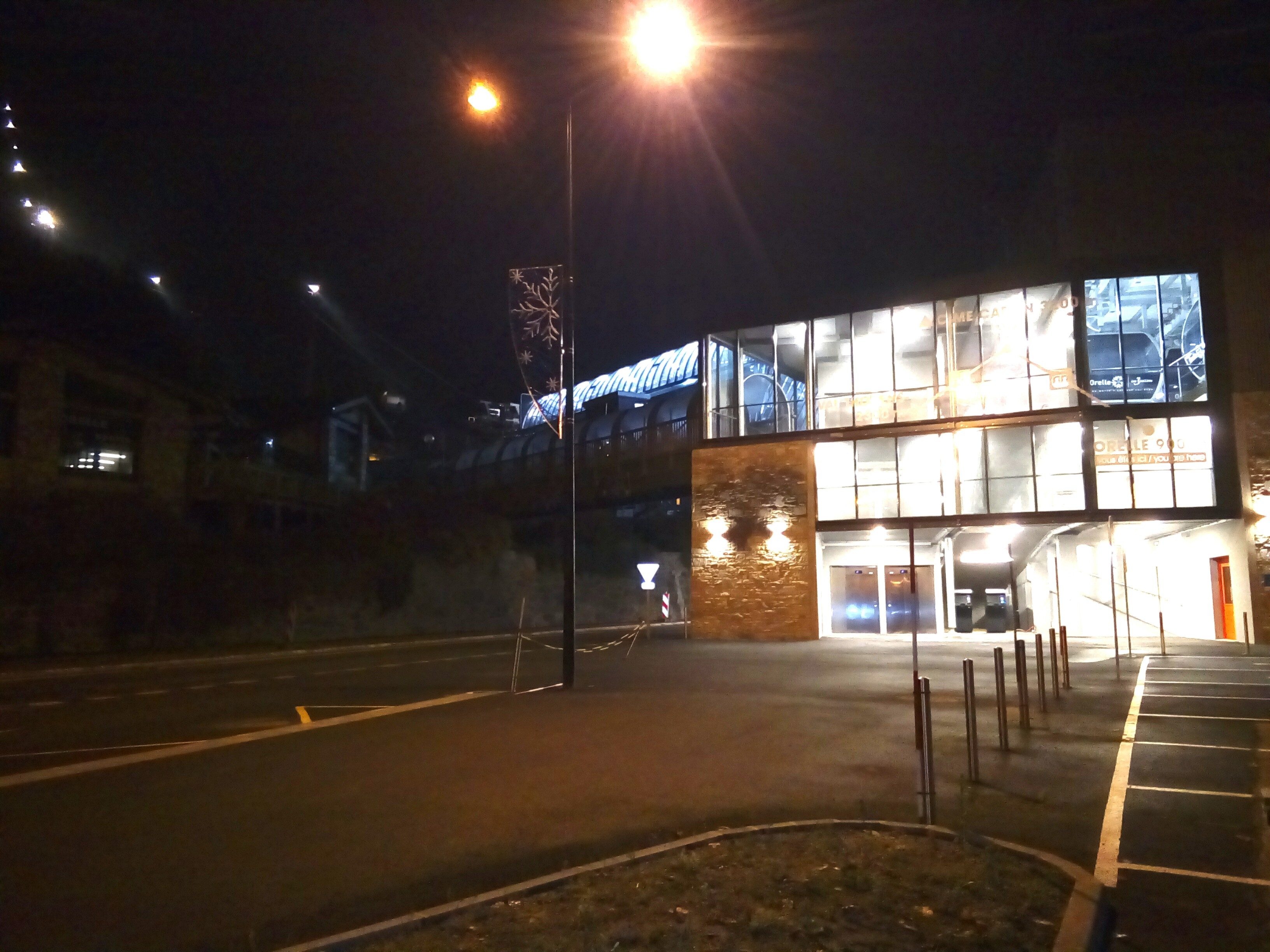
Vue de nuit.
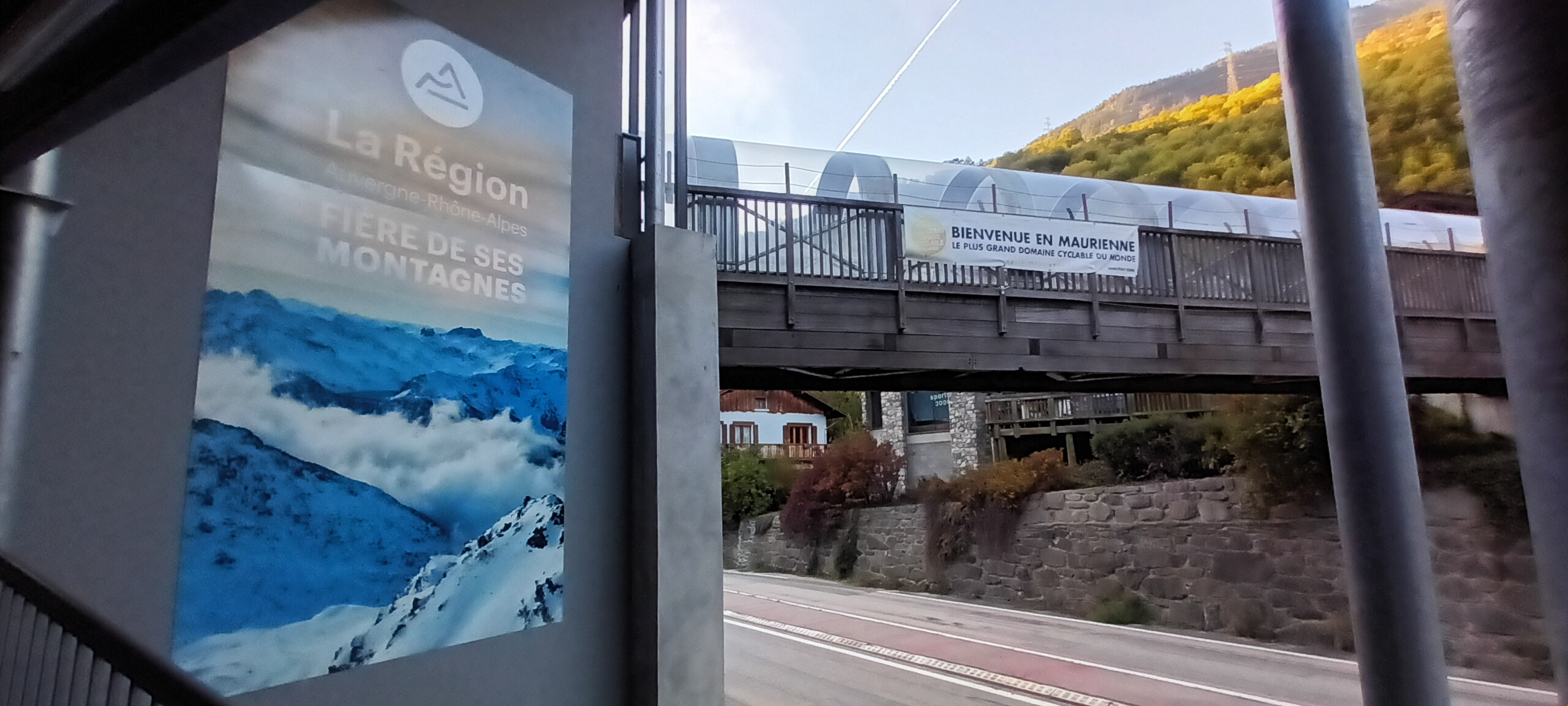
Panneau de soutien de la Région avec passerelle de Francoz.